# Perth
Perth /ˈpɜːθ/ là thủ phủ và là thành phố lớn nhất của bang Tây Úc. Đây là thành phố đông dân thứ 4 ở Úc, ước tính khoảng 2 triệu người (ngày 30 tháng 6 năm 2018) sống ở trung tâm Perth. Là một phần của hạt Tây Nam ở Úc, phần lớn diện tích của trung tâm Perth nằm trên Đồng bằng Duyên hải Swan, một dải đất nhô ra giữa Ấn Độ Dương và Dốc Darling, một vách núi thấp trên mặt biển. Những diện tích đất có người sinh sống đầu tiên là phần Sông Swan, cùng với quận kinh tế trung tâm và cảng (Fremantle), cả hai đều nằm trên bờ biển. Perth được chính thức tách ra thành nhiều khu vực chính quyền địa phương, bản thân những khu vực này cũng bao gồm nhiều vùng ngoại ô, mở rộng từ Two Rocks ở phía Bắc đến Rockingham ở phía nam, và tận vùng nội địa phía đông là The Lakes.
Perth ban đầu được thành lập bởi Tướng James Stirling vào năm 1829 như một trung tâm chính quyền của Thuộc địa sông Swan River, và được xưng danh là thành phố vào năm 1856, (hiện tại được phong cho một tên gọi khiêm tốn hơn là Khu đô thị Perth). Thành phố được đặt tên theo thành phố Perth, Scotland, lấy ý tưởng từ Ngài George Murray, sau này ông là Tổng thư ký của Bang về Chiến tranh và Thuộc địa. Dân số của thành phố tăng đáng kể sau những cuộc đào vàng ở Tây Úc vào cuối thế kỷ 19, phần lớn là do nhập cư từ những bang phía đông của Úc. Trong những năm tháng thế chiến Thứ hai, Fremantle đã là căn cứ quan trọng cho đội tàu ngầm trong Chiến tranh Thái Bình Dương, một đội quân máy bay tiếp nước của hải quân Mỹ Catalina cũng đã đóng quân tại Vịnh Matilda. Một lượng lớn dân nhập cư sau chiến tranh, phần lớn là từ Anh, Hy Lạp, Ý và Yugoslavia, đã dẫn đến bùng nổ dân số. Theo sau đó là một sự tăng trưởng kinh tế khá mạnh từ các phong trào tuần hoàn về đào vàng vào cuối thế kỷ 20 và đầu thế kỷ 21, đã đưa Perth trở thành trung tâm quan trọng trong việc sản xuất mỏ xung quanh bang Tây Úc. 
Vì Perth đóng vai trò là thủ phủ của Tây Úc, Nghị viện và Tòa án Tối cao của bang đều nằm trong thành phố, đồng thời còn có Tòa nhà Chính phủ, dinh thự của Thống đốc Bang. Perth trở nên nổi tiếng trên thế giới với tên gọi "Thành phố của Ánh sáng" vì người dân thành phố từng thắp sáng nhà của họ và đèn đường khi phi hành gia Mỹ John Glenn bay ngang qua trong khi ông đang du hành vòng quanh thế giới trên chiếc du thuyền Friendship 7 vào năm 1962. Cả thành phố tiếp tục làm lại việc đó khi Gleen bay qua họ trên chiếc Space Shuttle vào năm 1998. Perth nằm ở vị trí thứ 9 trong danh sách những thành phố đáng sống nhất thế giới vào tháng 8 năm 2012 của Economist Intelligence Unit, và được đánh giá bởi Globalization and World Cities Research Network vào năm 2010 là một thành phố toàn cầu.

## Lịch sử

Khu vực Perth có người Whadjuk, là một trong nhiều nhóm tộc ở tây nam Tây Úc tạo nên người Noongar..

Thổ dân châu Úc bản địa đã sinh sống tại khu vực Perth trong ít nhất 38.000 năm, được chứng minh bằng di tích khảo cổ tại Upper Swan. Người Noongar chiếm đóng góc tây nam của Tây Úc và sống như những người săn bắt và hái lượm. Những vùng đất ngập nước trên đồng bằng Swan Coastal đặc biệt quan trọng đối với họ, cả về mặt tâm linh (có tính chất thần thoại địa phương) và là nguồn thức ăn chính.
Người Noongar biết khu vực Perth hiện nay ở Boorloo. Boorloo hình thành một phần lãnh thổ của Mooro, một gia tộc Noongar, tại thời điểm định cư của Anh, Yellagonga là thủ lĩnh của họ. Các Mooro là một trong một số gia tộc bản địa Noongar dựa trên sông Swan được gọi chung là Whadjuk. Bản thân Whadjuk là một trong mười bốn bộ lạc lớn hình thành nên khối ngôn ngữ xã hội tây nam gọi là Noongar (có nghĩa là "người" trong ngôn ngữ của họ), đôi khi còn được gọi là Bibbulmun. Vào ngày 19 tháng 9 năm 2006, Tòa án Liên bang Úc đã đưa ra phán quyết công nhận danh hiệu bản xứ Noongar trên khu vực đô thị Perth trong trường hợp của Bennell v Bang Tây Úc FCA 1243. Bản án đã bị đảo ngược về kháng cáo.

### Người châu Âu phát hiện
Cảnh quan đầu tiên của khu vực được chụp bởi thuyền trưởng Hà Lan Willem de Vlamingh và thủy thủ đoàn của ông vào ngày 10 tháng 1 năm 1697. Những lần nhìn thấy tiếp theo giữa ngày này và năm 1829 được thực hiện bởi những người châu Âu khác, nhưng như trong trường hợp nhìn thấy và quan sát được thực hiện bởi Vlamingh, khu vực này được coi là không phù hợp và không thích hợp cho nông nghiệp cần thiết để duy trì một khu định cư.

### Thuộc địa sông Swan

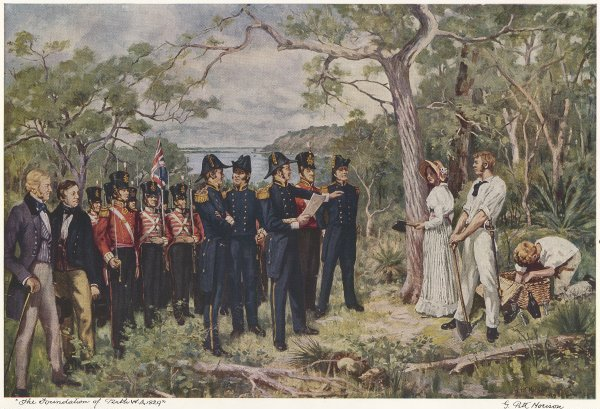
Tìm ra Perth (1829) của George Pitt Morison là một sự tái thiết chính xác về lịch sử của buổi lễ chính thức mà Perth được thành lập.

Mặc dù thuộc địa của New South Wales đã thành lập một khu định cư được bảo trợ tại King George's Sound (sau Albany) trên bờ biển phía tây của Tây Úc vào năm 1826 để đáp lại tin đồn rằng khu vực này sẽ bị Pháp sáp nhập, Perth là nơi đầu tiên giải quyết quy mô của người châu Âu ở phía tây thứ ba của lục địa. Thuộc địa Anh sẽ được chính thức chỉ định Tây Úc vào năm 1832 nhưng được biết đến không chính thức trong nhiều năm là thuộc địa sông Swan vì đây là nguồn nước chính của khu vực.
Vào ngày 4 tháng 6 năm 1829, những người thực dân Anh mới đến có quan điểm đầu tiên về đất liền, và việc thành lập Tây Úc đã được công nhận bởi một ngày nghỉ lễ vào ngày thứ Hai đầu tiên của tháng Sáu mỗi năm. Thuyền trưởng James Stirling, trên tàu Parmelia, nói rằng Perth "đẹp như bất kỳ thứ gì mà tôi từng chứng kiến". Vào ngày 12 tháng 8 năm đó, Helen Dance, vợ của đội trưởng của con tàu thứ hai, Sulphur, đã chặt cây để đánh dấu sự thành lập của thị trấn.
Rõ ràng là Stirling đã chọn tên Perth cho thủ phủ trước khi thị trấn được công bố, như lời tuyên bố của ông về thuộc địa, đọc ở Fremantle ngày 18 tháng 6 năm 1829, kết thúc "được trao dưới bàn tay của tôi và Seal tại Perth ngày 18 này Tháng Sáu năm 1829. James Stirling Trung úy Thống đốc ". Thông tin đương đại duy nhất về nguồn gốc tên này xuất phát từ mục nhật ký của Fremantle vào ngày 12 tháng 8, ghi lại rằng họ "đặt tên cho thành phố Perth theo mong muốn của Ngài George Murray". Murray sinh ra ở Perth, Scotland, và vào năm 1829 là Ngoại trưởng cho các thuộc địa và thành viên của Perthshire tại Hạ viện Anh. Thị trấn được đặt theo tên Scotland, trong danh dự của Murray. Bắt đầu từ năm 1831, những cuộc xung khắc thù địch giữa những người định cư Anh và người Noongar - cả những người sử dụng đất quy mô lớn, với các hệ thống giá trị đất mâu thuẫn - tăng đáng kể khi thuộc địa tăng lên. Cuộc đụng độ thù địch giữa hai nhóm người dẫn đến một số sự kiện, bao gồm cả việc thực hiện người đàn ông Whadjuk Midgegooroo, cái chết của con trai Yagan năm 1833, và vụ thảm sát Pinjarra năm 1834. Mối quan hệ chủng tộc giữa người Noongar và Châu Âu bị căng thẳng do những diễn biến này. Do số lượng lớn các tòa nhà trong và xung quanh Boorloo, người dân địa phương Whadjuk Noongar đã từ từ bị tước đoạt đất nước của họ. Họ bị buộc phải di chuyển xung quanh các khu vực quy định, bao gồm đầm lầy và hồ phía bắc của khu định cư bao gồm Đầm lầy thứ ba, được gọi là Boodjamooling. Boodjamooling tiếp tục là một khu sinh sống chính cho những người Noongar còn lại trong khu vực Perth và cũng được sử dụng bởi khách du lịch, hành khách, và những người vô gia cư. Vào những ngày cao điểm tìm vàng của những năm 1890, họ đã tham gia như những người thợ mỏ đang trên đường đến các mỏ vàng.

### Cuối thế kỉ XIX
Vào năm 1850, Tây Úc đã được mở cửa cho những người bị kết án theo yêu cầu của những người nông dân và doanh nhân đang tìm kiếm lao động rẻ. Nữ hoàng Victoria công bố tình trạng thành phố Perth năm 1856. Mặc dù tuyên bố này, Perth vẫn là một thị trấn yên tĩnh, được mô tả vào năm 1870 bởi một nhà báo sống ở Melbourne là:
"... một thị trấn nhỏ yên tĩnh có khoảng 3000 cư dân trải rộng trong những vùng đất lởm chởm xuống bờ sông, xen kẽ với những khu vườn và cây bụi và một nửa nông thôn trong khía cạnh của nó... Những con đường chính là đá dăm, nhưng những con đường xa xôi và hầu hết các lối đi bộ giữ nguyên trạng thái bản địa của chúng từ cát rời - tất cả các yếu tố tràn ngập của Tây Úc - tạo ra ánh sáng chói lóa dữ dội hoặc nhiều bụi trong mùa hè và hòa tan vào trong mùa mưa. "
Với việc phát hiện ra vàng tại Kalgoorlie và Coolgardie, vào năm 1893, cả bang Tây Úc đã bùng nổ, và tăng trưởng dân số nhanh, gấp ba lần trong một thập niên từ 8.447 năm 1891 đến 27.553 vào năm 1901.

### Thời hiện đại

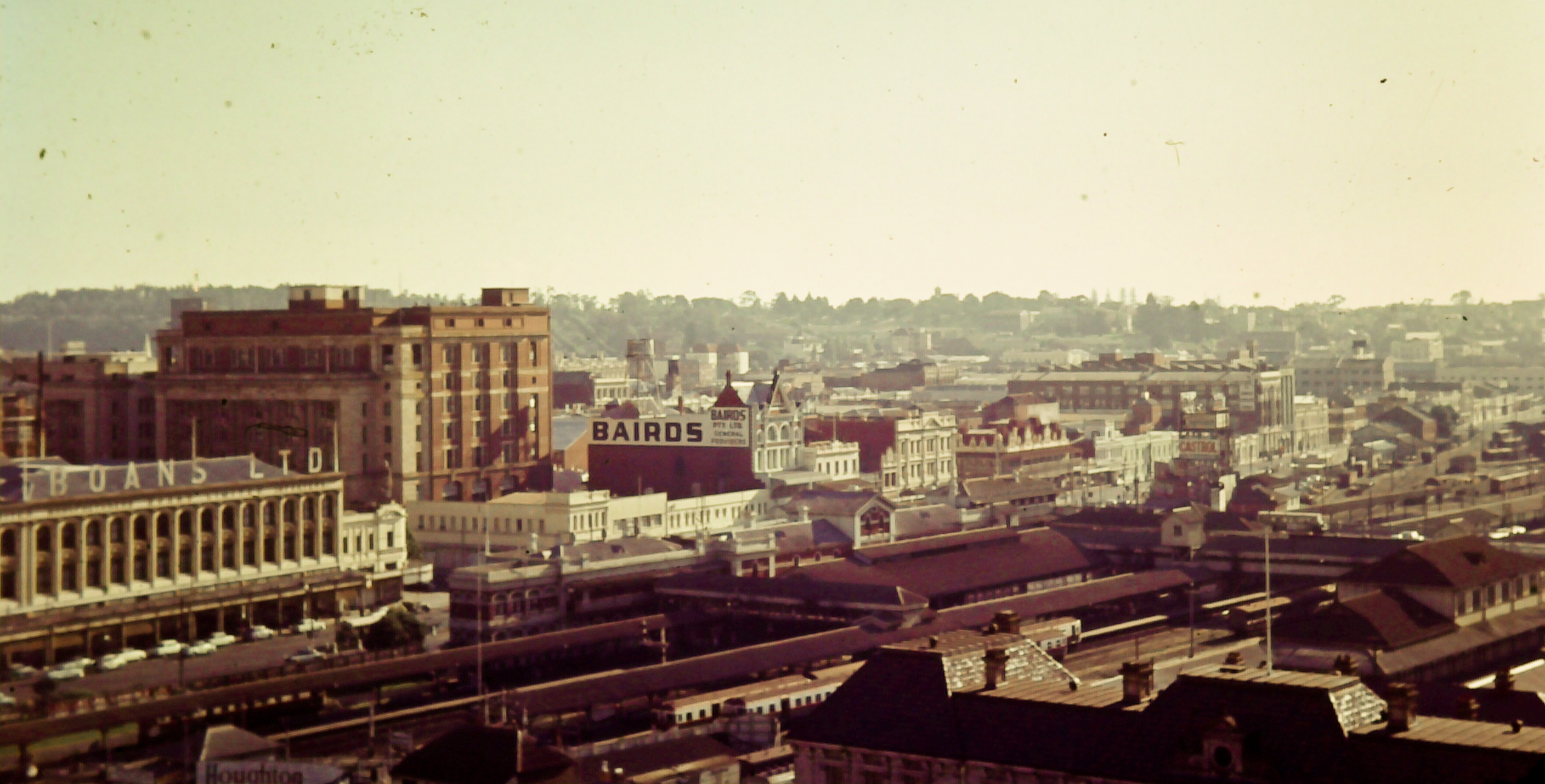
Perth nhìn qua ga xe lửa Perth c. 1955

Sau cuộc trưng cầu dân ý năm 1900, Tây Úc gia nhập Liên bang Úc năm 1901. Đây là thuộc địa cuối cùng của Úc đồng ý gia nhập Liên bang, và chỉ sau khi các thuộc địa khác đưa ra một số nhượng bộ, bao gồm việc xây dựng tuyến đường sắt xuyên lục địa từ Port Augusta, Nam Úc đến Kalgoorlie để nối Perth với miền đông.
Năm 1933, Tây Úc đã bỏ phiếu trong một cuộc trưng cầu dân ý rời khỏi Liên bang Úc, với đa số hai người ủng hộ ly khai. Tuy nhiên, cuộc tổng tuyển cử nhà nước được tổ chức cùng lúc với cuộc trưng cầu dân ý đã bỏ phiếu cho chính phủ "độc lập", thay thế nó bằng chính phủ không ủng hộ phong trào độc lập. Tôn trọng kết quả trưng cầu dân ý, chính phủ mới vẫn thỉnh nguyện Nghị viện Hoàng gia tại Westminster. Hạ viện đã thành lập một ủy ban được lựa chọn để xem xét vấn đề này nhưng sau 18 tháng đàm phán và vận động hành lang, cuối cùng đã từ chối xem xét vấn đề này, tuyên bố rằng nó không thể cho phép ly khai một cách hợp pháp.
Năm 1962, Perth nhận được sự chú ý của giới truyền thông toàn cầu khi cư dân thành phố thắp sáng đèn nhà và đèn đường của họ khi phi hành gia người Mỹ John Glenn vượt qua trên không trong khi quay vòng trái đất trên Friendship 7. Điều này dẫn đến việc nó được đặt tên là "Thành phố ánh sáng". Thành phố lặp đi lặp lại hành động như Glenn đã vượt qua trên tàu con thoi vào năm 1998.
Sự phát triển của Perth tương đối thịnh vượng, đặc biệt là từ giữa những năm 1960, đã đóng vai trò là trung tâm dịch vụ chính cho các ngành công nghiệp tài nguyên của bang, khai thác vàng, quặng sắt, nickel, alumina, kim cương, cát khoáng, than đá, dầu và khí tự nhiên. Trong khi hầu hết sản xuất khoáng sản và dầu mỏ diễn ra ở nơi khác trong tiểu bang, các dịch vụ phi cơ sở cung cấp hầu hết công ăn việc làm và thu nhập cho người dân Perth.

## Địa lí

### Perth CBD
Khu kinh doanh trung tâm của Perth được bao bọc bởi sông Swan ở phía nam và phía đông, với công viên Kings ở phía tây, trong khi dự trữ đường sắt tạo thành biên giới phía bắc. Một dự án do tiểu bang và liên bang tài trợ mang tên Liên kết chìm Perth City một phần của tuyến đường sắt, để cho phép người đi bộ dễ dàng tiếp cận giữa cầu bắc và khu trung tâm. Perth Arena là một tòa nhà trong khu vực liên kết thành phố đã nhận được một số giải thưởng kiến trúc từ nhiều tổ chức khác nhau như Viện Thiết kế Úc, Viện Kiến trúc Úc và Colorbond. St Georges Terrace là con phố nổi bật của khu vực với 1,3 triệu m2 diện tích văn phòng ở khu trung tâm. [42] Hay Street và Murray Street có hầu hết các cơ sở bán lẻ và giải trí. Tòa nhà cao nhất trong thành phố là Central Park, là tòa nhà cao thứ tám ở Úc. [43] CBD cho đến năm 2012 là trung tâm của một bùng nổ khai thác mỏ, với một số dự án thương mại và dân cư được xây dựng, bao gồm Brookfield Place, một tòa nhà văn phòng 244 m (801 ft) cho công ty khai thác mỏ Anh-Úc BHP Billiton.

### Địa chất và địa mạo
Perth nằm ở phía tây nam nước Úc, tọa lạc bên bờ sông Swan, được đặt tên cho những con thiên nga đen của Willem de Vlamingh, đội trưởng của một đoàn thám hiểm Hà Lan và tên của đảo Rottnest của Tây Úc, người đã phát hiện ra những con chim trong khi khám phá khu vực này vào năm 1697. Trung tâm thành phố và hầu hết các vùng ngoại ô nằm trên vùng đồng bằng Swan Coastal Plain, nằm giữa Darling Scarp và Ấn Độ Dương. Đất của khu vực này khá cằn cỗi. Khu vực đô thị trải dài dọc theo bờ biển đến Two Rocks ở phía bắc và Singleton về phía nam, tổng khoảng cách khoảng 125 km (78 mi). Từ bờ biển phía tây đến Mundaring ở phía đông là tổng khoảng cách khoảng 50 km (31 dặm). Khu vực đô thị Perth có diện tích 6.418 km2 (2.478 dặm vuông).

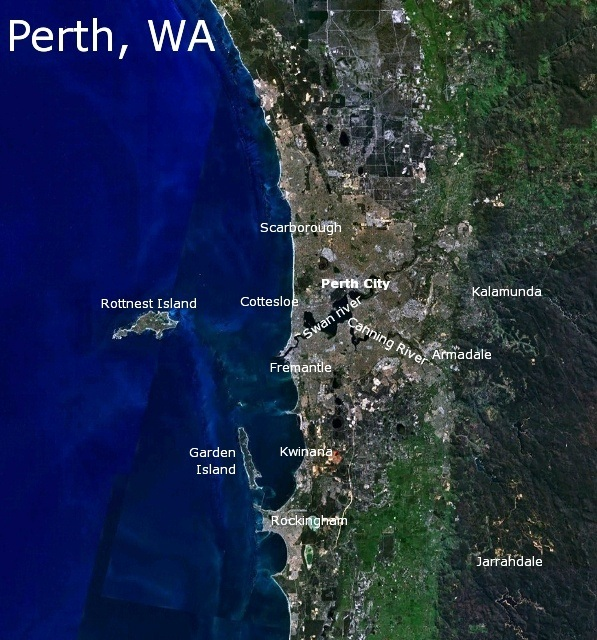
Perth nhìn từ vệ tinh

Phần lớn Perth được xây dựng trên vùng đất ngập nước Perth, một loạt các vùng đất ngập nước ngọt chạy từ Hồ Herdsman ở phía tây đến Vịnh Claisebrook ở phía đông.
Về phía đông, thành phố giáp với một vách đá thấp gọi là Darling Scarp. Perth nói chung là bằng phẳng, đất lăn - phần lớn là do số lượng lớn đất cát và nền đá sâu. Khu vực đô thị Perth có hai hệ thống sông chính: đầu tiên được tạo thành từ Swan và Canning Rivers; thứ hai là sông Serpentine và Murray, chảy vào cửa hút nước Peel tại Mandurah.

### Khí hậu

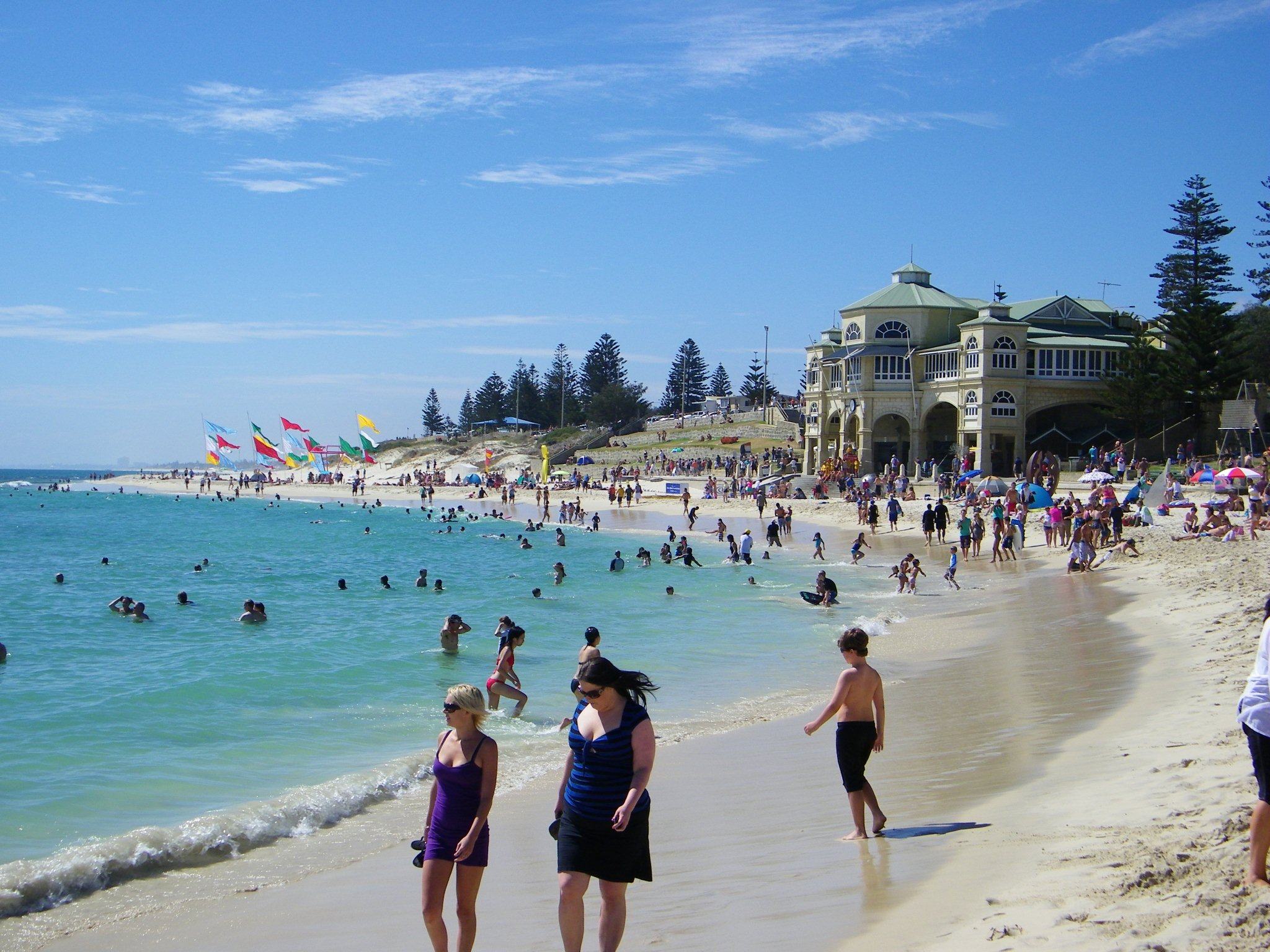
Bãi biển Cottesloe

Perth nhận được lượng mưa vừa phải theo mùa, thường xuất hiện vào mùa đông. Mùa hè thường nóng và khô, kéo dài từ tháng 12 đến tháng 3, với tháng 2 thường là tháng nóng nhất trong năm. Khí hậu mùa đông nhẹ và ẩm ướt, làm cho Perth trở thành một ví dụ điển hình về khí hậu Địa Trung Hải nóng mùa hè (phân loại khí hậu Köppen Csa). Perth có trung bình 8,8 giờ nắng mỗi ngày, tương đương với khoảng 3200 giờ nắng hàng năm, và 138,7 ngày trong suốt mỗi năm, khiến nó trở thành thành phố thủ phủ nắng nhất ở Úc.
Mùa hè khô ráo nhưng không hoàn toàn không có mưa, với lượng mưa rời rạc dưới dạng các cơn bão ngắn, frông lạnh và vào những dịp phân hủy các xoáy thuận nhiệt đới từ tây bắc của Tây Úc, có thể gây mưa lớn. Khí hậu mùa đông nhìn thấy lượng mưa đáng kể khi hệ thống phía trước di chuyển trong khu vực, xen kẽ với những ngày nắng đẹp. Nhiệt độ cao nhất ghi nhận ở Perth là 46,2 °C (115,2 °F) vào ngày 23 tháng 2 năm 1991, mặc dù Sân bay Perth ghi lại 46,7 °C (116,1 °F) trong cùng một ngày. Vào hầu hết các buổi chiều mùa hè, một làn gió biển, được gọi là "Fremantle Doctor", thổi từ phía tây nam, cung cấp từ gió đông bắc nóng. Nhiệt độ thường giảm xuống dưới 30 °C (86 °F) một vài giờ sau khi sự thay đổi của gió đến. Vào mùa hè, điểm sương 3 chiều trung bình khoảng 12 °C (54 °F).
Mùa đông ẩm ướt nhưng ôn hòa, với hầu hết lượng mưa hàng năm của Perth là từ tháng 5 đến tháng 9. Nhiệt độ thấp nhất được ghi nhận ở Perth là -0,7 °C (30,7 °F) vào ngày 17 tháng 6 năm 2006. Nhiệt độ thấp nhất trong khu vực đô thị Perth là −3,4 °C (25,9 °F) cùng ngày tại Sân bay Jandakot. Tuy nhiên, nhiệt độ bằng hoặc dưới 0 °C là những trường hợp rất hiếm xảy ra. Đôi khi nó đủ lạnh để tạo thành sương giá.
Mô hình lượng mưa đã thay đổi ở Perth và tây nam Tây Úc kể từ giữa những năm 1970. Giảm đáng kể lượng mưa mùa đông đã được quan sát với số lượng mưa lớn hơn trong những tháng mùa hè, chẳng hạn như bão di chuyển chậm vào ngày 8 tháng 2 năm 1992 đã mang lại lượng mưa 120,6 mm (4,75 in), lượng mưa lớn kết hợp với nhiệt đới thấp vào ngày 10 tháng 2 năm 2017, mang lại 114,4 mm (4,50 in) mưa, và tàn dư của cơn bão nhiệt đới Joyce vào ngày 15 tháng 1 năm 2018 với 96,2 mm (3,79 inch). Perth cũng bị ảnh hưởng bởi một trận bão lớn vào ngày 22 tháng 3 năm 2010, mang lại 40,2 mm (1,58 in) mưa và mưa đá lớn và gây thiệt hại đáng kể trong khu vực đô thị. Nhiệt độ trung bình của biển dao động từ 18,9 °C (66,0 °F) trong tháng Mười đến 23,4 °C (74,1 °F) trong tháng Ba.
| Dữ liệu khí hậu của Sân bay Perth, Tây Úc | Dữ liệu khí hậu của Sân bay Perth, Tây Úc | Dữ liệu khí hậu của Sân bay Perth, Tây Úc | Dữ liệu khí hậu của Sân bay Perth, Tây Úc | Dữ liệu khí hậu của Sân bay Perth, Tây Úc | Dữ liệu khí hậu của Sân bay Perth, Tây Úc | Dữ liệu khí hậu của Sân bay Perth, Tây Úc | Dữ liệu khí hậu của Sân bay Perth, Tây Úc | Dữ liệu khí hậu của Sân bay Perth, Tây Úc | Dữ liệu khí hậu của Sân bay Perth, Tây Úc | Dữ liệu khí hậu của Sân bay Perth, Tây Úc | Dữ liệu khí hậu của Sân bay Perth, Tây Úc | Dữ liệu khí hậu của Sân bay Perth, Tây Úc | Dữ liệu khí hậu của Sân bay Perth, Tây Úc |
| Tháng                                     | 1                                         | 2                                         | 3                                         | 4                                         | 5                                         | 6                                         | 7                                         | 8                                         | 9                                         | 10                                        | 11                                        | 12                                        | Năm                                       |
| ----------------------------------------- | ----------------------------------------- | ----------------------------------------- | ----------------------------------------- | ----------------------------------------- | ----------------------------------------- | ----------------------------------------- | ----------------------------------------- | ----------------------------------------- | ----------------------------------------- | ----------------------------------------- | ----------------------------------------- | ----------------------------------------- | ----------------------------------------- |
| Cao kỉ lục °C (°F)                        | 46.0 (114.8)                              | 46.7 (116.1)                              | 43.8 (110.8)                              | 37.7 (99.9)                               | 35.3 (95.5)                               | 27.8 (82.0)                               | 25.7 (78.3)                               | 28.3 (82.9)                               | 34.5 (94.1)                               | 37.7 (99.9)                               | 40.8 (105.4)                              | 44.5 (112.1)                              | 46.7 (116.1)                              |
| Trung bình ngày tối đa °C (°F)            | 31.7 (89.1)                               | 31.9 (89.4)                               | 29.7 (85.5)                               | 25.6 (78.1)                               | 21.8 (71.2)                               | 18.9 (66.0)                               | 17.9 (64.2)                               | 18.6 (65.5)                               | 20.2 (68.4)                               | 22.7 (72.9)                               | 25.9 (78.6)                               | 29.0 (84.2)                               | 24.6 (76.3)                               |
| Tối thiểu trung bình ngày °C (°F)         | 17.0 (62.6)                               | 17.5 (63.5)                               | 15.9 (60.6)                               | 13.0 (55.4)                               | 10.4 (50.7)                               | 9.0 (48.2)                                | 8.0 (46.4)                                | 8.0 (46.4)                                | 8.9 (48.0)                                | 10.3 (50.5)                               | 12.7 (54.9)                               | 14.9 (58.8)                               | 12.1 (53.8)                               |
| Thấp kỉ lục °C (°F)                       | 6.0 (42.8)                                | 5.7 (42.3)                                | 3.1 (37.6)                                | 1.2 (34.2)                                | −0.4 (31.3)                               | −1.3 (29.7)                               | −1.0 (30.2)                               | 0.1 (32.2)                                | −0.2 (31.6)                               | 1.2 (34.2)                                | 3.2 (37.8)                                | 4.8 (40.6)                                | −1.3 (29.7)                               |
| Lượng mưa trung bình mm (inches)          | 9.4 (0.37)                                | 14.4 (0.57)                               | 16.2 (0.64)                               | 40.6 (1.60)                               | 99.8 (3.93)                               | 159.1 (6.26)                              | 156.5 (6.16)                              | 117.8 (4.64)                              | 73.6 (2.90)                               | 44.0 (1.73)                               | 26.6 (1.05)                               | 11.1 (0.44)                               | 770.1 (30.32)                             |
| Số ngày mưa trung bình                    | 2.4                                       | 2.7                                       | 3.9                                       | 7.4                                       | 12.4                                      | 16.4                                      | 17.5                                      | 15.7                                      | 13.4                                      | 9.3                                       | 6.7                                       | 4.0                                       | 111.8                                     |
| Số giờ nắng trung bình tháng              | 359.6                                     | 310.8                                     | 297.6                                     | 246.0                                     | 210.8                                     | 180.0                                     | 189.1                                     | 223.2                                     | 231.0                                     | 297.6                                     | 318.0                                     | 356.5                                     | 3.220,2                                   |
| Số giờ nắng trung bình ngày               | 11.6                                      | 11.0                                      | 9.6                                       | 8.2                                       | 6.8                                       | 6.0                                       | 6.1                                       | 7.2                                       | 7.7                                       | 9.6                                       | 10.6                                      | 11.5                                      | 8.8                                       |
| Nguồn: Bureau of Meteorology              |                                           |                                           |                                           |                                           |                                           |                                           |                                           |                                           |                                           |                                           |                                           |                                           |                                           |

| Dữ liệu khí hậu của Perth Regional Office, Tây Úc | Dữ liệu khí hậu của Perth Regional Office, Tây Úc | Dữ liệu khí hậu của Perth Regional Office, Tây Úc | Dữ liệu khí hậu của Perth Regional Office, Tây Úc | Dữ liệu khí hậu của Perth Regional Office, Tây Úc | Dữ liệu khí hậu của Perth Regional Office, Tây Úc | Dữ liệu khí hậu của Perth Regional Office, Tây Úc | Dữ liệu khí hậu của Perth Regional Office, Tây Úc | Dữ liệu khí hậu của Perth Regional Office, Tây Úc | Dữ liệu khí hậu của Perth Regional Office, Tây Úc | Dữ liệu khí hậu của Perth Regional Office, Tây Úc | Dữ liệu khí hậu của Perth Regional Office, Tây Úc | Dữ liệu khí hậu của Perth Regional Office, Tây Úc | Dữ liệu khí hậu của Perth Regional Office, Tây Úc |
| Tháng                                             | 1                                                 | 2                                                 | 3                                                 | 4                                                 | 5                                                 | 6                                                 | 7                                                 | 8                                                 | 9                                                 | 10                                                | 11                                                | 12                                                | Năm                                               |
| ------------------------------------------------- | ------------------------------------------------- | ------------------------------------------------- | ------------------------------------------------- | ------------------------------------------------- | ------------------------------------------------- | ------------------------------------------------- | ------------------------------------------------- | ------------------------------------------------- | ------------------------------------------------- | ------------------------------------------------- | ------------------------------------------------- | ------------------------------------------------- | ------------------------------------------------- |
| Cao kỉ lục °C (°F)                                | 45.8 (114.4)                                      | 46.2 (115.2)                                      | 42.3 (108.1)                                      | 37.6 (99.7)                                       | 32.4 (90.3)                                       | 28.1 (82.6)                                       | 26.3 (79.3)                                       | 27.8 (82.0)                                       | 32.7 (90.9)                                       | 37.3 (99.1)                                       | 40.3 (104.5)                                      | 42.3 (108.1)                                      | 46.2 (115.2)                                      |
| Trung bình ngày tối đa °C (°F)                    | 29.7 (85.5)                                       | 30.0 (86.0)                                       | 28.0 (82.4)                                       | 24.6 (76.3)                                       | 20.8 (69.4)                                       | 18.3 (64.9)                                       | 17.4 (63.3)                                       | 18.0 (64.4)                                       | 19.5 (67.1)                                       | 21.4 (70.5)                                       | 24.6 (76.3)                                       | 27.4 (81.3)                                       | 23.3 (73.9)                                       |
| Tối thiểu trung bình ngày °C (°F)                 | 17.9 (64.2)                                       | 18.1 (64.6)                                       | 16.8 (62.2)                                       | 14.3 (57.7)                                       | 11.7 (53.1)                                       | 10.1 (50.2)                                       | 9.0 (48.2)                                        | 9.2 (48.6)                                        | 10.3 (50.5)                                       | 11.7 (53.1)                                       | 14.0 (57.2)                                       | 16.3 (61.3)                                       | 13.3 (55.9)                                       |
| Thấp kỉ lục °C (°F)                               | 9.2 (48.6)                                        | 8.7 (47.7)                                        | 7.7 (45.9)                                        | 4.1 (39.4)                                        | 1.3 (34.3)                                        | 1.6 (34.9)                                        | 1.2 (34.2)                                        | 1.8 (35.2)                                        | 2.6 (36.7)                                        | 4.2 (39.6)                                        | 5.6 (42.1)                                        | 8.6 (47.5)                                        | 1.2 (34.2)                                        |
| Lượng mưa trung bình mm (inches)                  | 8.6 (0.34)                                        | 13.3 (0.52)                                       | 19.3 (0.76)                                       | 45.3 (1.78)                                       | 122.7 (4.83)                                      | 182.4 (7.18)                                      | 172.9 (6.81)                                      | 134.6 (5.30)                                      | 79.9 (3.15)                                       | 54.5 (2.15)                                       | 21.7 (0.85)                                       | 13.9 (0.55)                                       | 867.6 (34.16)                                     |
| Số ngày mưa trung bình                            | 2.9                                               | 2.8                                               | 4.4                                               | 7.7                                               | 14.0                                              | 17.4                                              | 18.3                                              | 17.3                                              | 14.1                                              | 11.1                                              | 6.5                                               | 4.2                                               | 120.7                                             |
| Số giờ nắng trung bình tháng                      | 328.6                                             | 282.5                                             | 275.9                                             | 219.0                                             | 182.9                                             | 147.0                                             | 164.3                                             | 192.2                                             | 216.0                                             | 260.4                                             | 294.0                                             | 328.6                                             | 2.891,4                                           |
| Số giờ nắng trung bình ngày                       | 10.6                                              | 10.0                                              | 8.9                                               | 7.3                                               | 5.9                                               | 4.9                                               | 5.3                                               | 6.2                                               | 7.2                                               | 8.4                                               | 9.8                                               | 10.6                                              | 7.9                                               |
| Nguồn: Bureau of Meteorology                      |                                                   |                                                   |                                                   |                                                   |                                                   |                                                   |                                                   |                                                   |                                                   |                                                   |                                                   |                                                   |                                                   |

### Sự cô lập
Perth là một trong những thành phố lớn bị cô lập nhất trên thế giới. Thành phố gần nhất với dân số hơn 100.000 người là Adelaide, cách Perth 2.130 km (1.324 dặm). Chỉ có Honolulu thuộc Mỹ (dân số 374.660), có khoảng cánh 3.841 km (2,387 mi) từ San Francisco, bị cô lập hơn.
Perth có đặc điểm địa lý gần gũi hơn với Dili, Đông Timor (2.785 km (1.731 mi)), và Jakarta, Indonesia (3.002 km (1.865 mi)), so với Sydney (3.291 km (2.045 mi)), Brisbane (3.604 km (2.239) mi)), hoặc Canberra (3,106 km (1,930 mi)).

## Nhân khẩu
Perth là thành phố đông dân thứ tư ở Úc, đã vượt qua dân số Adelaide vào năm 1984. Vào tháng 6 năm 2016, có khoảng 2.022.044 cư dân trong khu vực vùng đô thị Perth, tăng khoảng 1,0% dân số từ dân số ước tính năm 2015 là 2.002,114.

### Sắc tộc
| Số lượng cư dân sinh ra ở nước ngoài | Số lượng cư dân sinh ra ở nước ngoài |
| Nơi sinh                             | Dân số (2006)                        |
| ------------------------------------ | ------------------------------------ |
| Anh                                  | 168,483                              |
| New Zealand                          | 33,751                               |
| Malaysia                             | 28,939                               |
| Ý                                    | 18,701                               |
| Cộng hòa Nam Phi                     | 18,683                               |
| Ấn Độ                                | 14,007                               |
| Singapore                            | 11,199                               |
| Việt Nam                             | 10,081                               |
| Cộng hòa Ailen                       | 7,706                                |
| Trung Quốc                           | 7,681                                |
| Đức                                  | 7,617                                |
| Hà Lan                               | 7,570                                |
| Indonesia                            | 7,392                                |
| Mỹ                                   | 5,524                                |

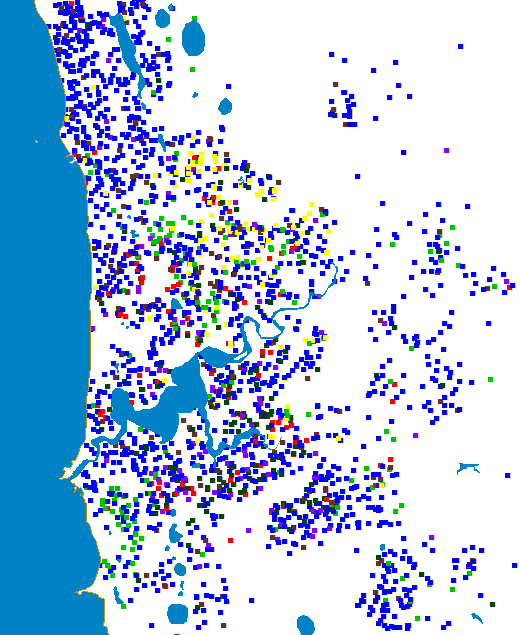
Một dấu chấm tương ứng với 100 người sinh ra từ:
Anh (xanh dương),
Trung Quốc (đỏ),
Ý (xanh lá sáng),
Malaysia (xanh lá tối),
Nam Phi (nâu),
Singapore (tím) và
Việt Nam (vàng), theo thống kê năm 2006.

Năm 2006, các nhóm tổ tiên lớn nhất của cư dân trong khu vực đô thị Perth là: Anh (534,555 hoặc 28,6%), Úc (479,174 hoặc 25,6%), Ailen (115,384 hoặc 6,2%), Scotland (113,846 hoặc 6,1%), Ý (84,331 hoặc 4,5%) và Trung Quốc (53,390 hoặc 2,9%). Có 26.486 thổ dân Úc bản địa trong thành phố.
Dân số của Perth là đáng chú ý cho tỷ lệ cao của cư dân Anh và Ailen sinh ra. Tại cuộc điều tra dân số năm 2006, 142.424 cư dân Perth sinh tại Anh đã được tính, thu hẹp sau Sydney (145.261), mặc dù thực tế Perth chỉ chiếm 35% tổng dân số Sydney.

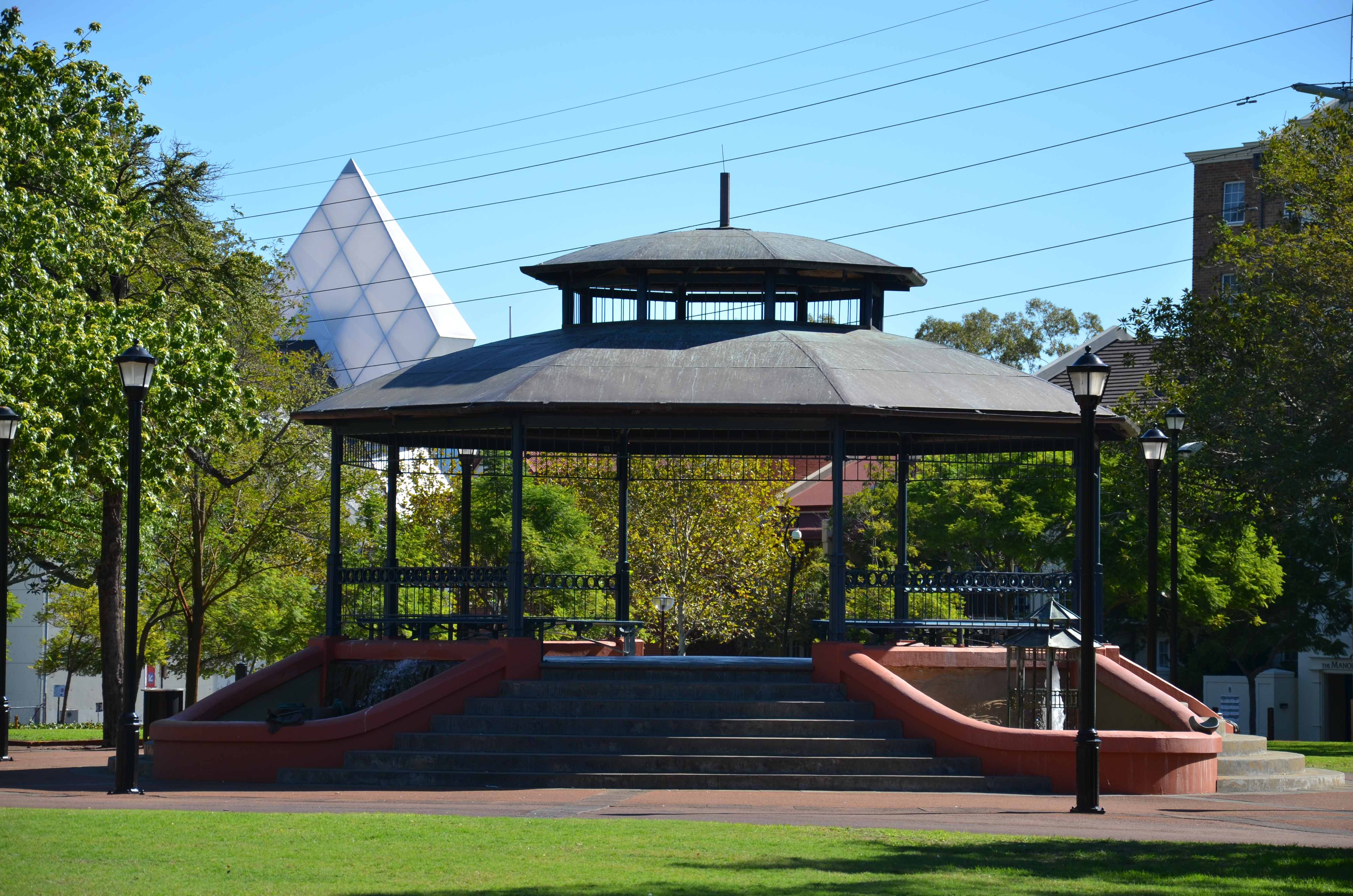
Quảng trường Russell, Northbridge - một nơi họp mặt và sinh hoạt của người Ý ở Perth, còn được gọi là "Nước Ý thu nhỏ"

Sự đa sắc tộc của Perth đã thay đổi trong phần hai của thế kỷ 20 khi số lượng đáng kể người nhập cư châu Âu lục địa đến thành phố. Trước đó, dân số của Perth đã gần như hoàn toàn là người Anh-Celtic có nguồn gốc dân tộc. Khi Fremantle là vùng đất đầu tiên ở Úc cho nhiều tàu di cư đến từ châu Âu trong những năm 1950 và 1960, Perth bắt đầu trải nghiệm một dòng người đa dạng, bao gồm người Ý, Hy Lạp, Hà Lan, Đức, Croatia. Ảnh hưởng của người Ý ở khu vực Perth và Fremantle là đáng kể, hiển nhiên ở những nơi như "dải Cappuccino" ở Fremantle có nhiều quán ăn và cửa hàng Ý. Ở Fremantle, sự gia trì truyền thống của người Ý trong lễ hội hạm đội được tổ chức hàng năm vào đầu mùa đánh cá. Ở Northbridge mỗi tháng 12 là Lễ hội San Nicola (Saint Nicholas), liên quan đến một cuộc thi hoa hậu, sau đó là một buổi hòa nhạc, chủ yếu bằng tiếng Ý. Các vùng ngoại ô bao quanh khu vực Fremantle, chẳng hạn như Spearwood và Hamilton Hill, cũng có nhiều người Ý, Croatians và Bồ Đào Nha. Perth cũng là nơi có một cộng đồng người Do Thái nhỏ từ năm 1829 - 5.082 trong năm 2006 - những người đã di cư chủ yếu từ Đông Âu và gần đây hơn từ Nam Phi.

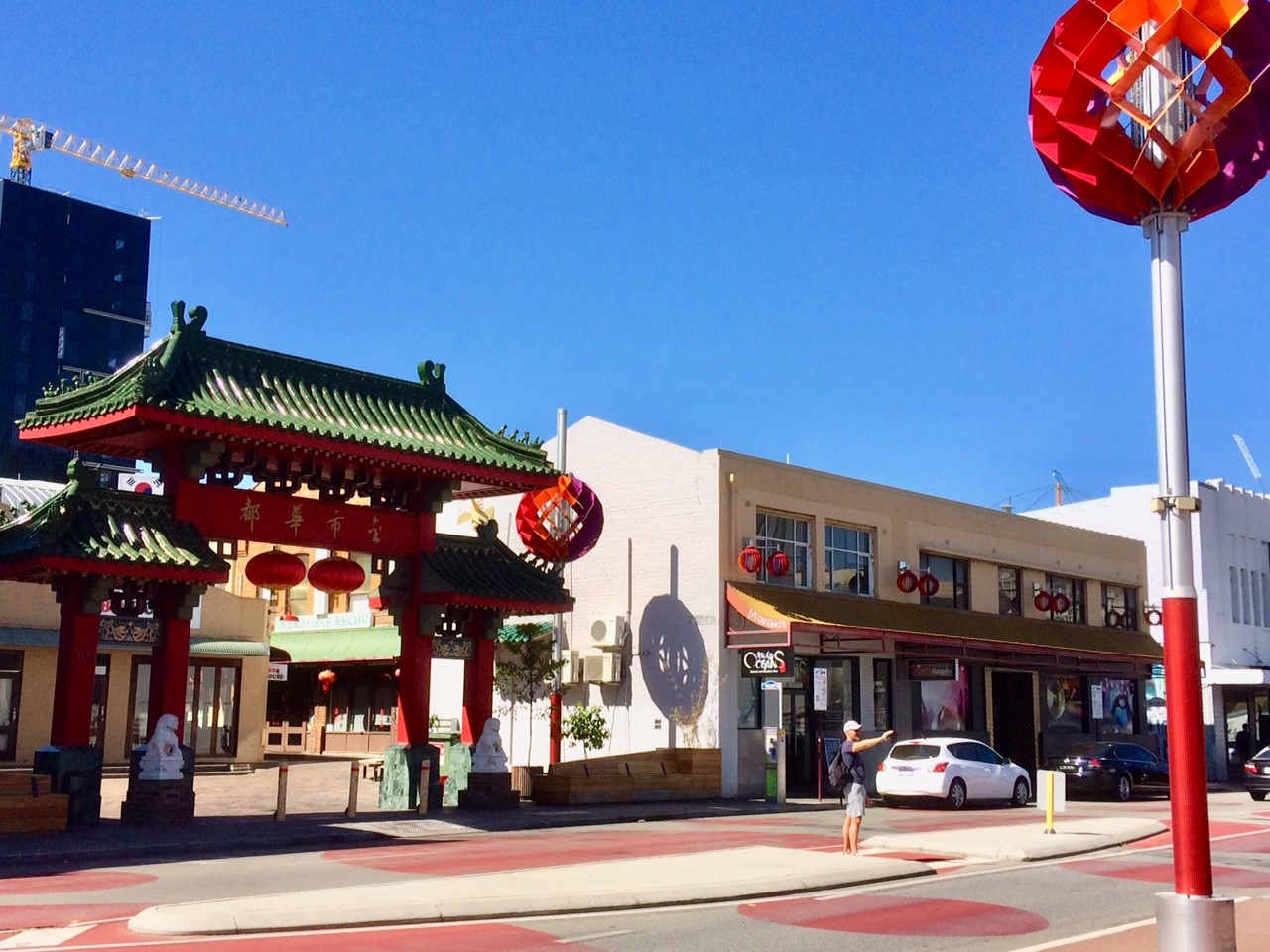
Phố người Hoa trên đường Roe

Một làn sóng mới đến gần đây bao gồm các dân tộc thiểu số da trắng từ Cộng hòa Nam Phi. Cư dân Nam Phi vượt qua những người sinh ra ở Ý là nhóm nước ngoài lớn thứ tư thành phố trong năm 2001. Đến năm 2006, đã có 18.825 người Nam Phi cư trú tại Perth, chiếm 1,3% dân số của thành phố. Nhiều người Afrikaners và người Anh gốc Phi di cư đến Perth trong những năm 1980 và 1990, với cụm từ "đóng gói cho Perth" trở nên gắn liền với người Nam Phi, những người chọn di cư ra nước ngoài, đôi khi không phân biệt đích đến. Kết quả là, thành phố đã được mô tả là "thủ đô của người Nam Phi lưu vong". Lý do cho sự phổ biến của người da trắng Nam Phi ở Perth thường được quy cho địa điểm, số lượng đất rộng lớn và khí hậu ấm hơn một chút so với các thành phố lớn khác của Úc - Perth có khí hậu Địa Trung Hải tương đồng với Cape Town.
Kể từ cuối những năm 1970, Đông Nam Á đã trở thành một nguồn di cư ngày càng quan trọng, với các cộng đồng từ Việt Nam, Malaysia, Indonesia, Thái Lan, Singapore, Hồng Kông, Trung Quốc đại lục và Ấn Độ. Có 53.390 người gốc Trung Quốc ở Perth năm 2006 - chiếm 2,9% dân số của thành phố. Họ được hỗ trợ bởi Hiệp hội Á-Âu Úc của Tây Úc, cũng phục vụ cộng đồng người Bồ Đào Nha-Malacca Eurasian hoặc những người nhập cư Kristang.
Cộng đồng Ấn Độ bao gồm một số lượng đáng kể các Parsees di cư từ Bombay. Perth là thành phố gần Úc nhất đến Ấn Độ - và dân số sinh ra ở Ấn Độ vào thời điểm điều tra năm 2006 là 14,094 hoặc 0,8%. Perth cũng là nơi có dân số lớn nhất của Anh-Miến Điện trên thế giới; nhiều người định cư ở đây sau sự độc lập của Miến Điện vào năm 1948 với việc nhập cư cất cánh sau năm 1962. Thành phố giờ đây là trung tâm văn hóa cho người Anh-Miến Điện trên toàn thế giới. Ngoài ra còn có một dân số Anh-Ấn Độ đáng kể ở Perth, người cũng định cư tại thành phố sau sự độc lập của Ấn Độ.

### Tôn giáo

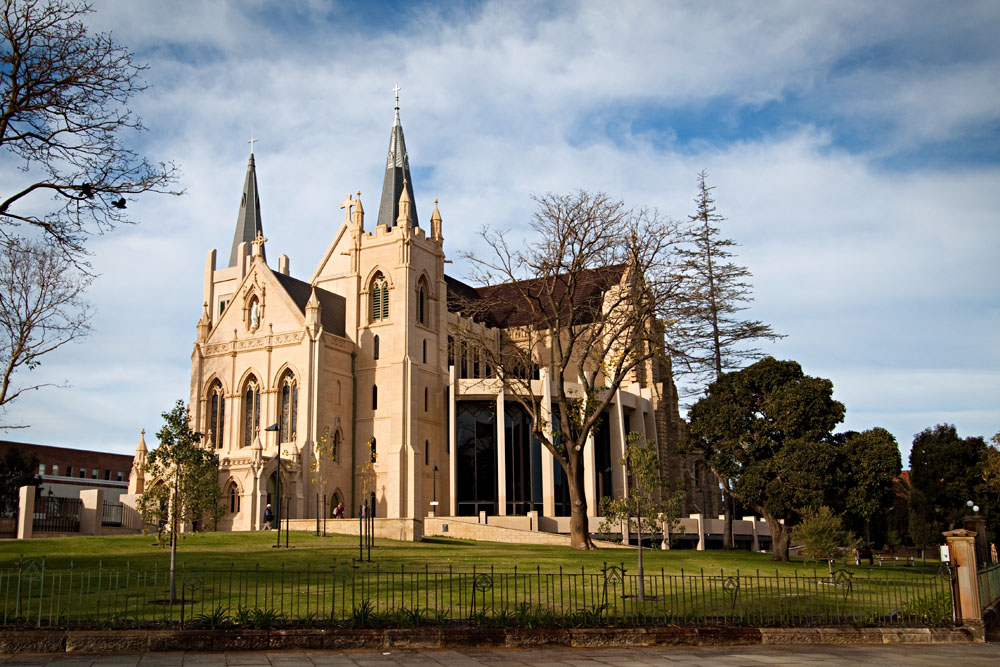
Nhà thờ St Mary's

Đạo Tin lành, chủ yếu là Anh giáo, chiếm khoảng 28% dân số. Perth là trụ sở của Giáo phận Anh giáo Perth và Tổng giáo phận Công giáo La Mã ở Perth. Công giáo La Mã chiếm khoảng 23% dân số, và Công giáo là tên gọi duy nhất phổ biến nhất. Perth cũng là nơi đặt trụ sở của Tuyên bố Cá nhân của Đức Mẹ Thập tự giá Nam như Giáo hội Thánh Nin và St Chad ở Perth được đặt tên là nhà thờ chính của giáo lễ.
Perth cũng là nơi có 12.000 Thánh Hữu Ngày Sau và Đền Thờ Perth của Úc Giáo hội Các Thánh Hữu Ngày Sau của Chúa Giê Su Ky Tô. Phật giáo và Hồi giáo đều yêu cầu hơn 20.000 tín đồ. Perth có dân số Do Thái lớn thứ ba ở Úc, với số lượng khoảng 20.000, với cả hai giáo đường Do Thái Chính thống và Tiến bộ và một Trường Do Thái. Cộng đồng Bahá'í ở Perth có khoảng 1.500 người. Ấn Độ giáo có hơn 20.000 tín đồ ở Perth, lễ hội Diwali (lễ hội ánh sáng) trong năm 2009 đã thu hút hơn 20.000 du khách. Có những ngôi đền Hindu ở Canning Vale, Anketell và một ngôi đền Swaminarayan ở Bennett Springs. Ấn Độ giáo là tôn giáo phát triển nhanh nhất ở Úc. 

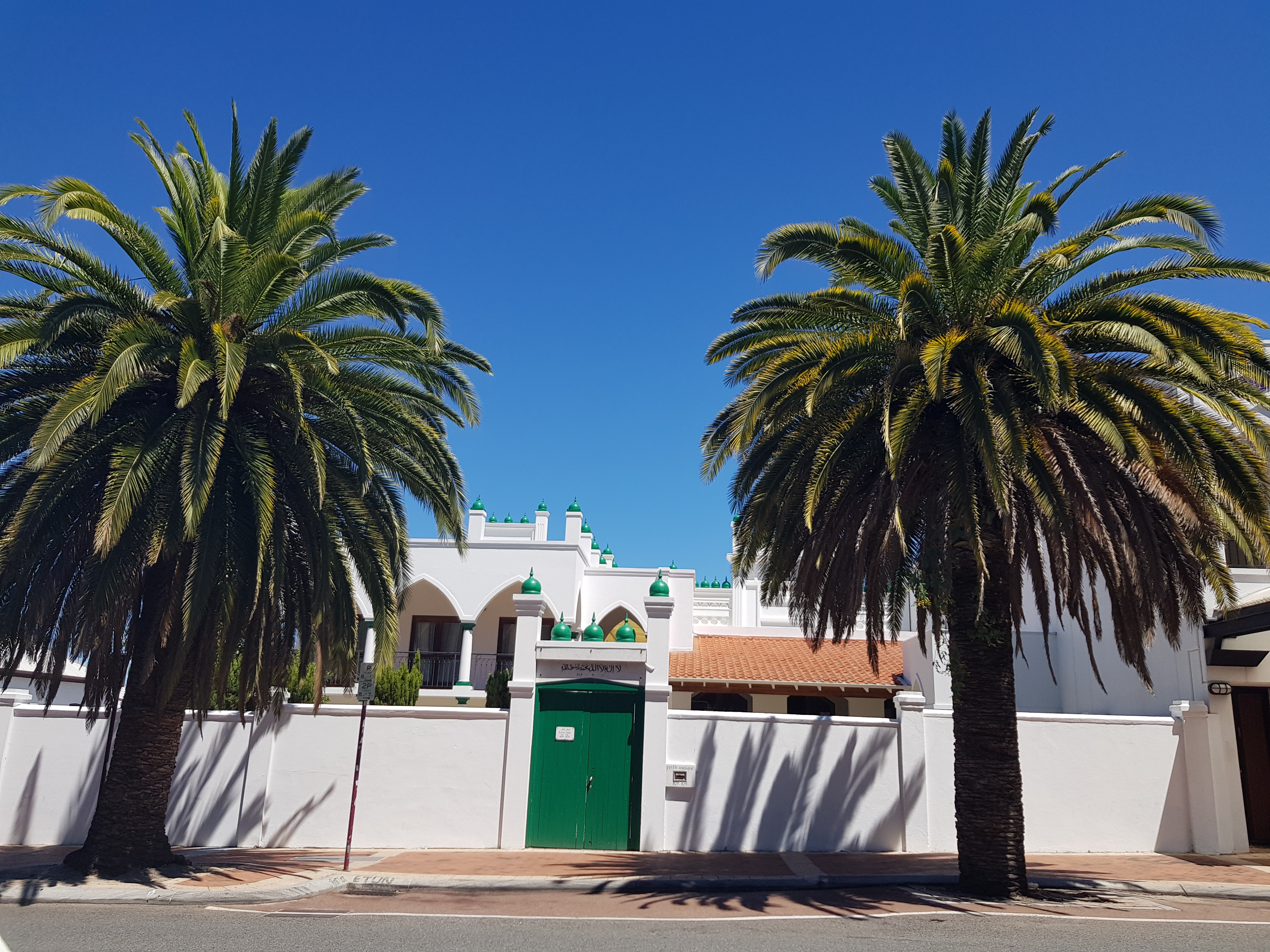
Một thánh đường Hồi giáo ở Perth

Khoảng một phần năm người từ Perth tuyên bố không có tôn giáo, với 11% người không cụ thể tôn giáo của họ. Một trăm năm trước, con số này là một trên 250 người (0,4%). Trên phạm vi quốc tế, đây không phải là một vấn đề của riêng Úc vì các quốc gia khác như New Zealand và Anh cũng đang báo cáo sự gia tăng tương tự.

## Chính quyền

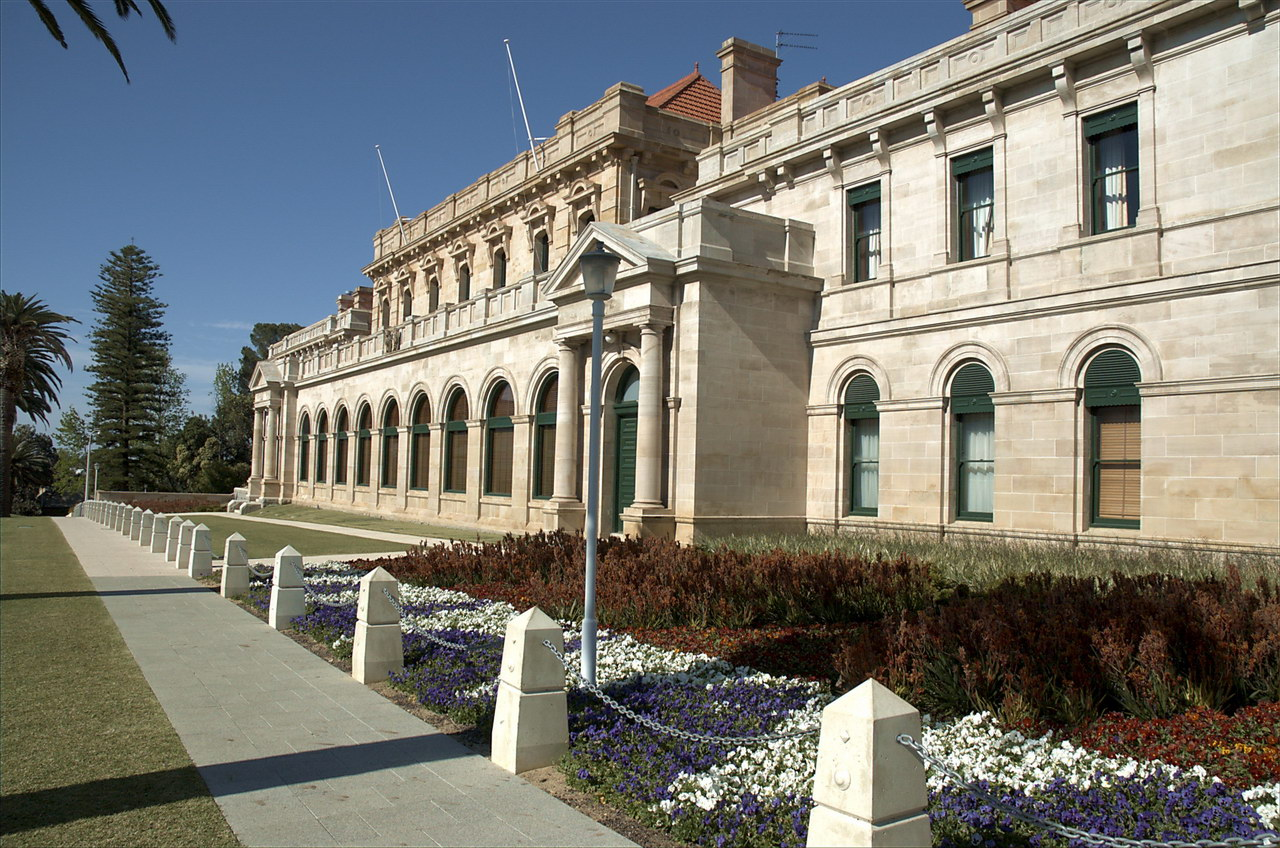
Tòa nhà Quốc hội Tây Úc

Perth có Tòa nhà Quốc hội Tây Úc và Thống đốc Tây Úc. Tính đến cuộc bầu cử năm 2008, 42 trong số 59 ghế của Quốc hội lập pháp và 18 trong số 36 ghế của Hội đồng Lập pháp có trụ sở tại khu vực đô thị của Perth. Perth được đại diện bởi 9 chỗ ngồi đầy đủ và phần quan trọng của ba người khác trong Hạ viện Liên bang, với ghế Canning, Pearce và Brand bao gồm một số khu vực bên ngoài khu vực đô thị.
Khu vực đô thị được chia thành hơn 30 cơ quan chính quyền địa phương, bao gồm Thành phố Perth quản lý khu thương mại trung tâm của Perth.

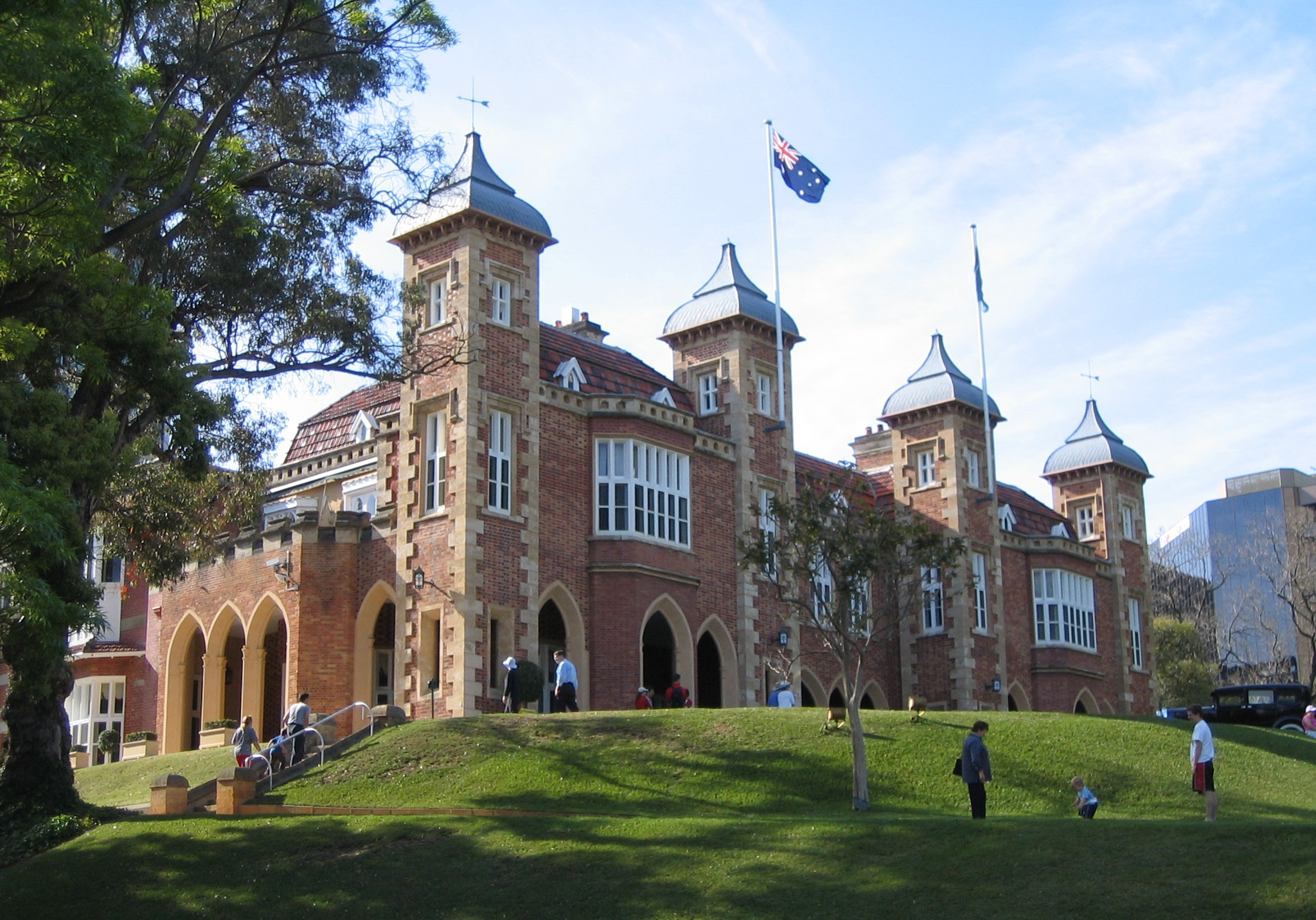
Trụ sở chính phủ

Tòa án tối cao của tiểu bang, tọa lạc tại Perth, cùng với Tòa án các quận và gia đình. Tòa Sơ thẩm có sáu địa điểm trong đô thị. Tòa án Liên bang Úc và Tòa án Bao quanh Liên bang Úc (trước đây là Tòa án Sơ thẩm Liên bang) đặt trụ sở trên Đại lộ Victoria, cũng là địa điểm tổ chức các buổi họp tòa án thường niên ở Úc.
Vùng hành chính của Perth bao gồm 30 chính quyền địa phương, với phạm vi bên ngoài là Thành phố Wanneroo và Thành phố Swan ở phía bắc, Shire of Mundaring, Thành phố Kalamunda và Thành phố Armadale ở phía đông, Shire of Serpentine- Jarrahdale ở phía đông nam và thành phố Rockingham về phía tây nam, và bao gồm các đảo Rottnest và Garden ngoài khơi bờ biển phía tây, điều này cũng tương quan với Đề án Vùng đô thị.
Perth cũng có thể được xác định bởi phạm vi rộng lớn hơn của đại đô thị Perth.

## Kinh tế

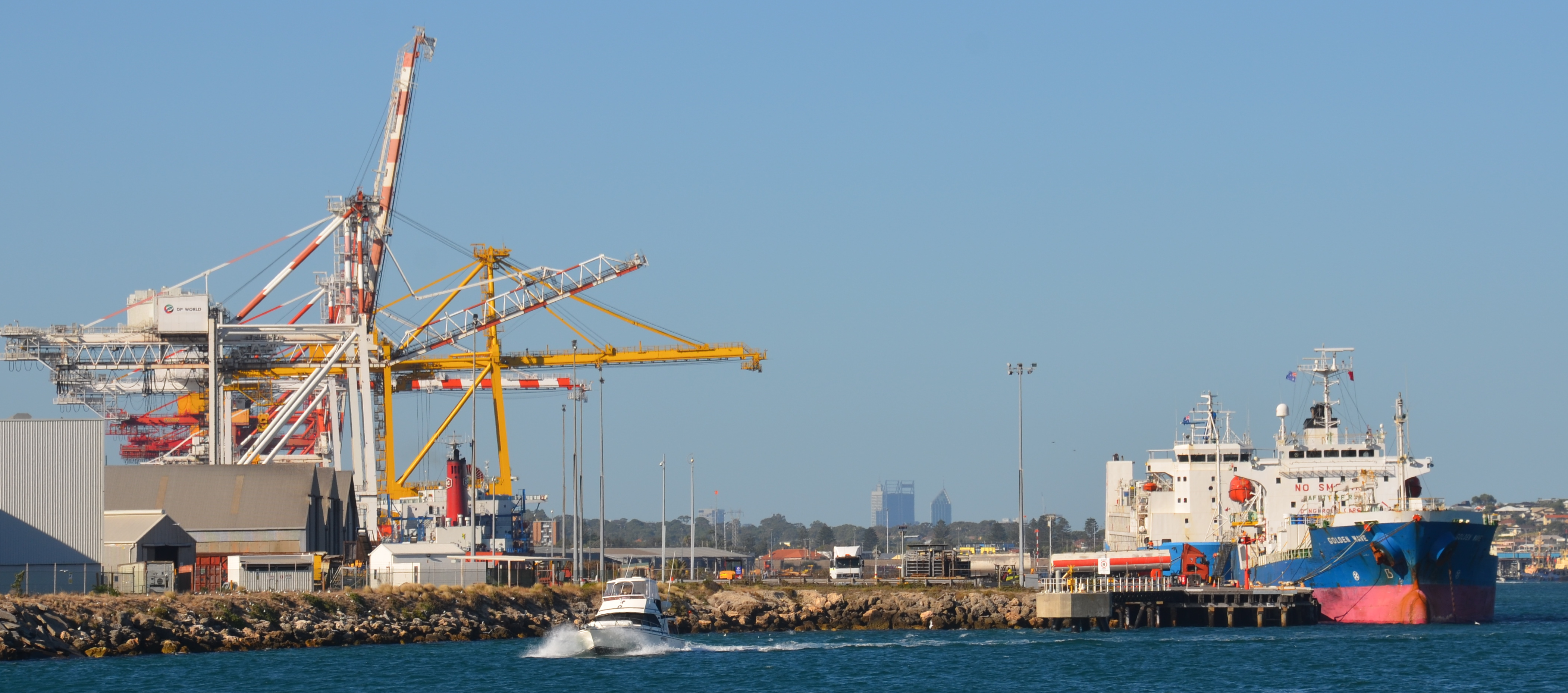
Cảng Fremantle

Nhờ dân số và vai trò là trung tâm hành chính của doanh nghiệp và chính phủ, Perth thống trị nền kinh tế Tây Úc, mặc dù các ngành công nghiệp khai thác mỏ, dầu mỏ và nông nghiệp chính nằm ở nơi khác trong tiểu bang. Chức năng của Perth là thành phố thủ phủ của bang, cơ sở kinh tế và quy mô dân số của nó cũng tạo ra cơ hội phát triển cho nhiều doanh nghiệp khác hướng tới các thị trường địa phương hoặc đa dạng hơn. Nền kinh tế của Perth đã thay đổi trong các ngành dịch vụ từ những năm 1950. Mặc dù một trong những bộ dịch vụ chính mà nó cung cấp có liên quan đến ngành công nghiệp tài nguyên và, ở một mức độ thấp hơn, nông nghiệp, hầu hết cư dân ở Perth đều không liên kết với nhau; họ có công việc cung cấp dịch vụ cho người khác ở Perth.
Do sự cô lập về địa lý tương đối của Perth, thành phố chưa bao giờ có các điều kiện cần thiết để phát triển các ngành công nghiệp sản xuất quan trọng khác với những người phục vụ nhu cầu trước mắt của người dân, khai thác mỏ, nông nghiệp và một số lĩnh vực chuyên biệt như trong thời gian gần đây như đóng tàu và bảo trì. Nó chỉ đơn giản là rẻ hơn để nhập khẩu tất cả các sản phẩm cần thiết được sản xuất từ các bang miền đông hoặc ở nước ngoài
Việc làm công nghiệp đã ảnh hưởng đến địa lý kinh tế của Perth. Sau Thế chiến II, Perth trải qua sự mở rộng ngoại ô được hỗ trợ bởi quyền sở hữu xe hơi cao. Lực lượng lao động phân cấp và cải tiến giao thông đã giúp cho việc thành lập các cơ sở sản xuất quy mô nhỏ ở ngoại ô. Nhiều công ty đã tận dụng đất tương đối rẻ để xây dựng các nhà máy đơn tầng rộng rãi ở các khu vực ngoại thành với bãi đậu xe dồi dào, dễ dàng tiếp cận và tắc nghẽn giao thông tối thiểu. "Các mối quan hệ chặt chẽ giữa sản xuất với các vị trí gần trung tâm và/hoặc đường sắt đã được nới lỏng." 

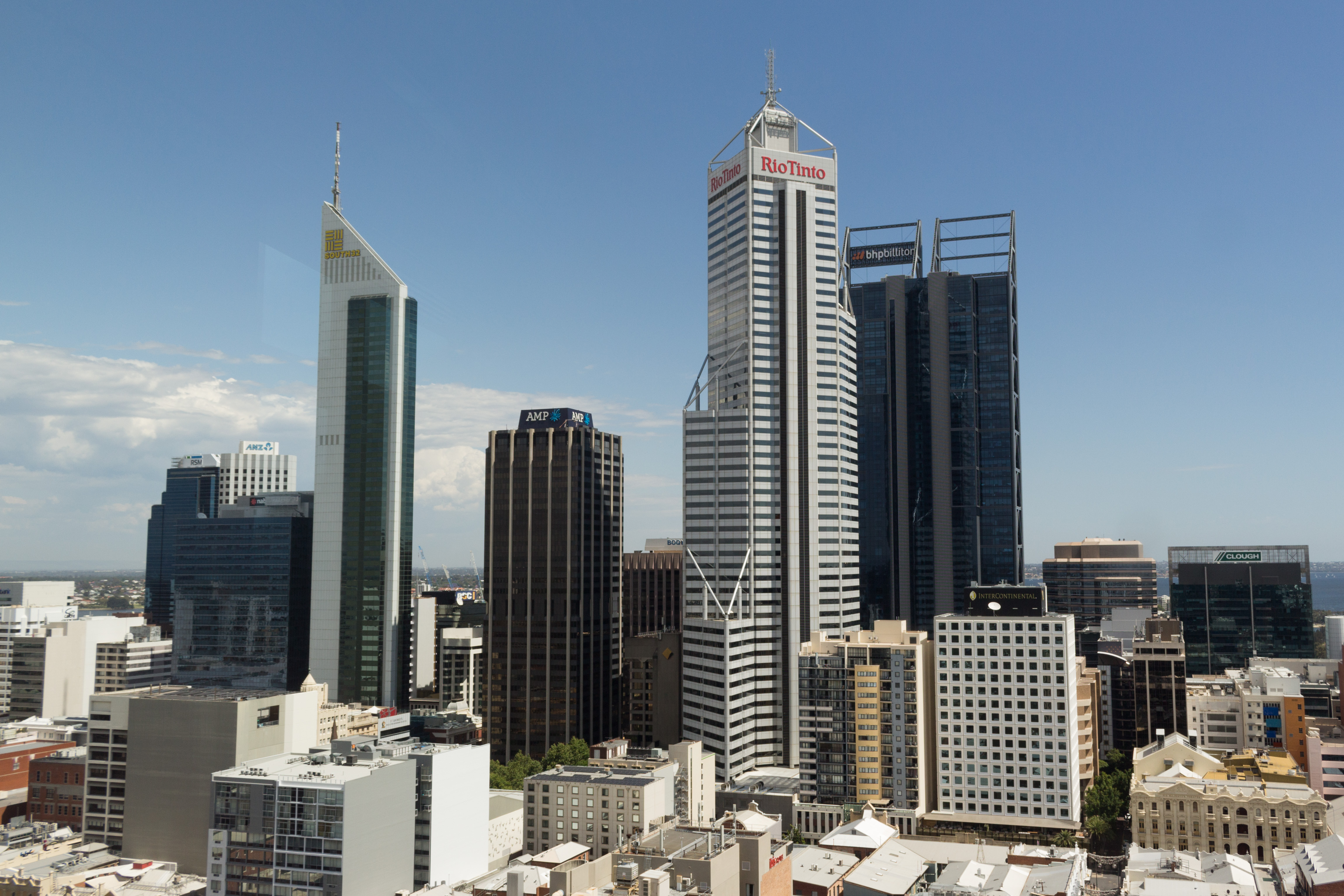
Perth CBD nhìn từ phía bắc

Các khu công nghiệp như Kwinana, Welshpool và Kewdale là những bổ sung sau chiến tranh góp phần vào sự phát triển của sản xuất ở phía nam của dòng sông. Việc thành lập khu công nghiệp Kwinana được hỗ trợ bởi việc tiêu chuẩn hóa tuyến đường sắt đông-tây nối Perth với miền đông Australia. Kể từ những năm 1950, khu vực này đã bị chi phối bởi ngành công nghiệp nặng, bao gồm một nhà máy lọc dầu, nhà máy cán thép với lò luyện, nhà máy lọc alumina, nhà máy điện và nhà máy lọc niken. Một phát triển khác, cũng được liên kết với tiêu chuẩn đường sắt, là vào năm 1968 khi nhà ga vận chuyển hàng hóa Kewdale được phát triển tiếp giáp với khu vực công nghiệp Welshpool, thay thế các sân đường sắt cũ của Perth.
Với tăng trưởng dân số đáng kể sau chiến tranh thế giới thứ hai, tăng trưởng việc làm không xảy ra trong sản xuất mà là trong bán lẻ và bán buôn, dịch vụ kinh doanh, y tế, giáo dục, cộng đồng và dịch vụ cá nhân và trong quản lý công. Ngày càng có nhiều lĩnh vực dịch vụ, tập trung xung quanh khu vực đô thị Perth, qua đó cung cấp việc làm cho nhiều người lao động.

## Giáo dục

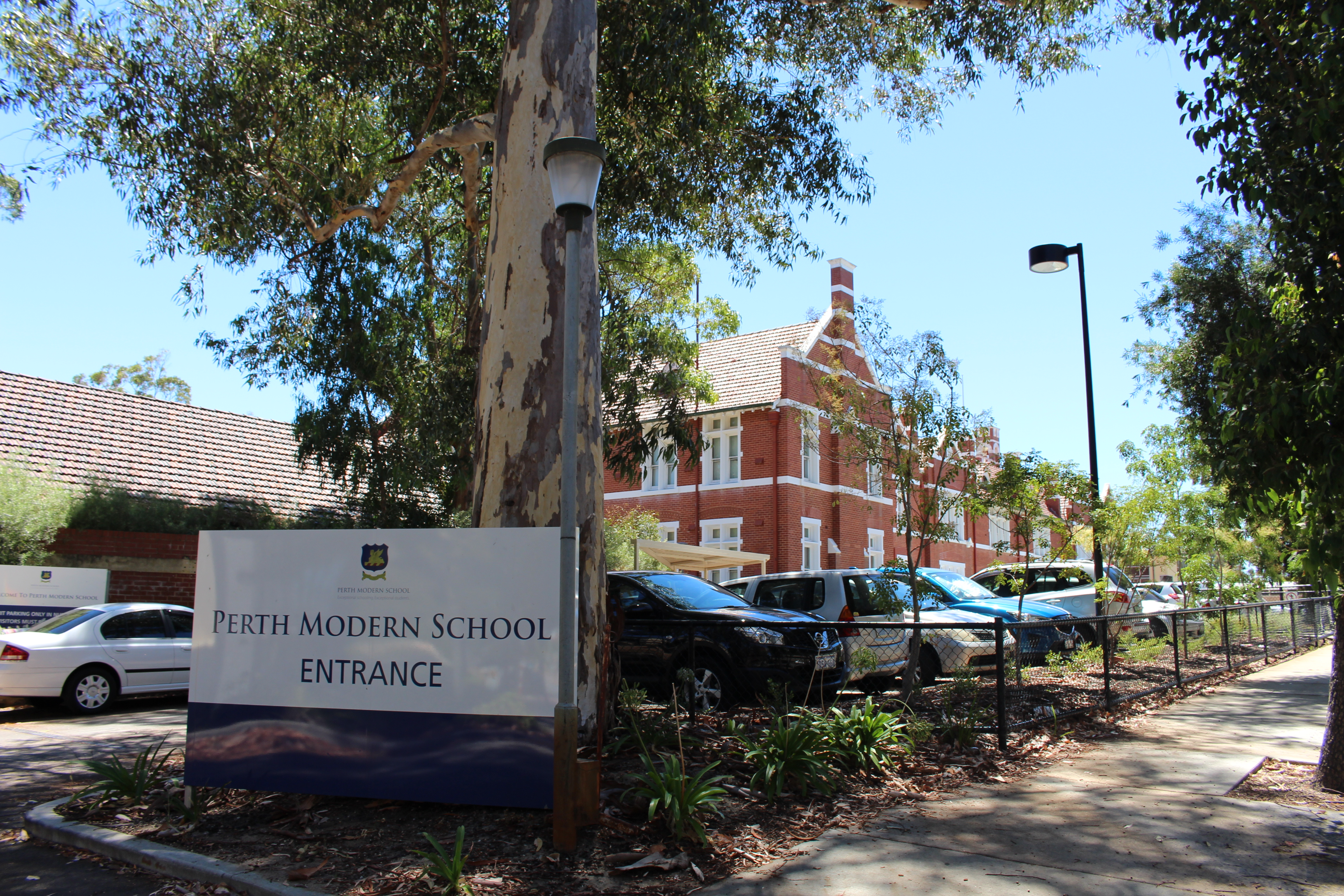
Trường Modern Perth, trường công lập trung học phổ thông đầu tiên ở Perth

Giáo dục là bắt buộc ở Tây Úc trong độ tuổi từ 6 đến 17, tương ứng với trường tiểu học và trung học. Giáo dục đại học có sẵn thông qua một số trường đại học và cao đẳng kỹ thuật và giáo dục cao hơn (TAFE).

### Tiểu học và trung học
Học sinh có thể theo học tại các trường công lập, do Sở Giáo dục của tiểu bang quản lý, hoặc trường tư, thường gắn liền với một tôn giáo.
Chứng chỉ Giáo dục Tây Úc (WACE) là bằng chứng nhận cho những học sinh đã hoàn thành Lớp 11 và 12 của trường trung học.
Trong năm 2012, các yêu cầu tối thiểu để học sinh nhận được WACE của họ đã thay đổi.

### Đại học

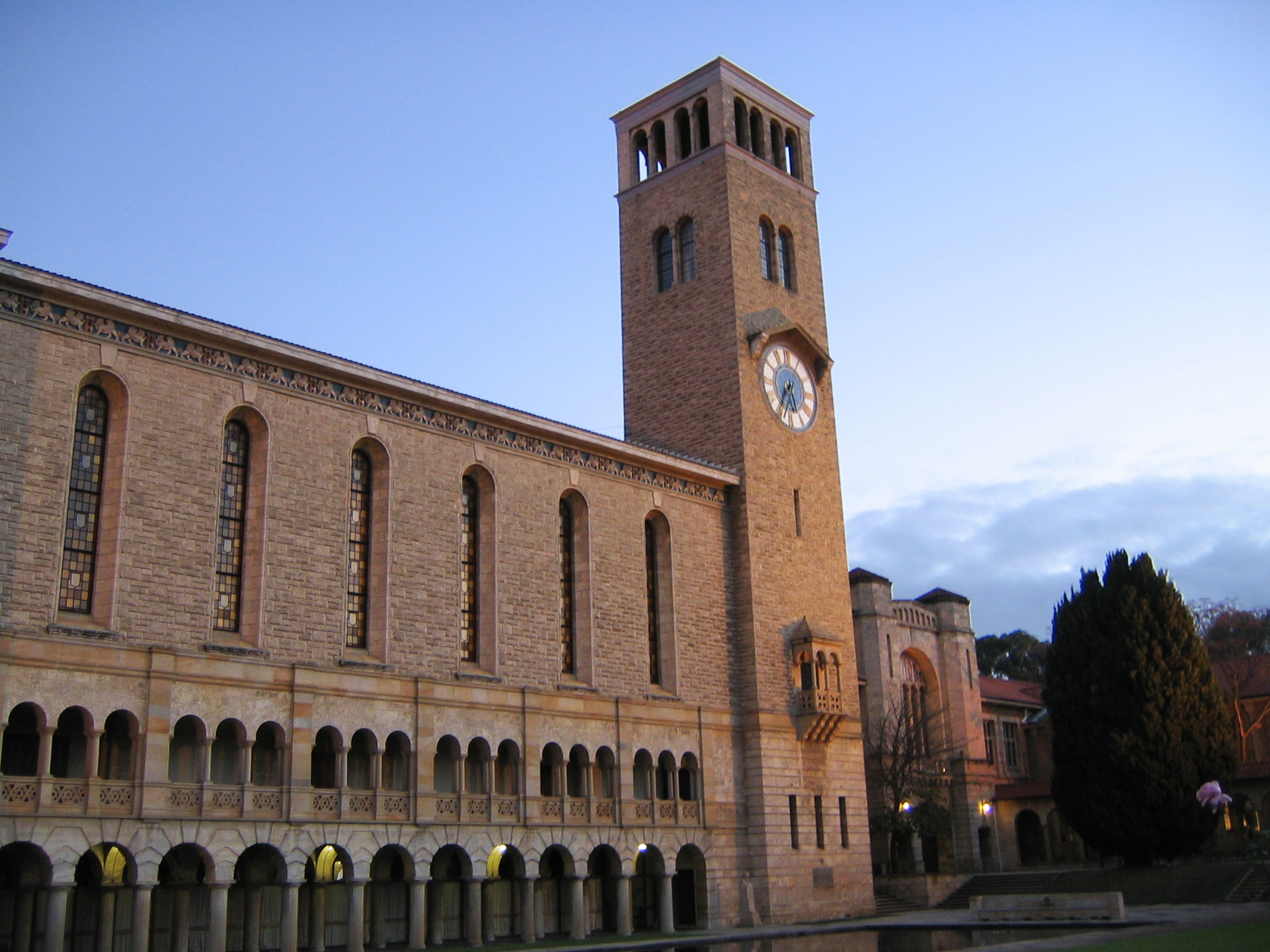
Đại học Tây Úc

Perth là nơi có bốn trường đại học công lập: Đại học Tây Úc, Đại học Curtin, Đại học Murdoch và Đại học Edith Cowan. Ngoài ra còn có một trường đại học tư thục, Đại học Notre Dame.
Đại học Tây Úc, được thành lập năm 1911, nổi tiếng là một trong những tổ chức nghiên cứu hàng đầu của Úc. Kiến trúc tân cổ điển của trường đại học, hầu hết trong số đó được chạm khắc từ đá vôi trắng, là một điểm đến du lịch đáng chú ý trong thành phố. Đây là trường đại học duy nhất trong tiểu bang là thành viên của Nhóm Tám, cũng như các trường đại học Sandstone. Nó cũng là trường đại học duy nhất của tiểu bang đã sản xuất ra một người đoạt giải Nobel - Barry Marshall tốt nghiệp Cử nhân Y khoa, Cử nhân Phẫu thuật năm 1975 và được trao giải Nobel về sinh lý học hoặc y học năm 2005, cùng với Robin Warren. Đại học Curtin (trước đây gọi là Viện Công nghệ Tây Úc (1966-1986) và Đại học Công nghệ Curtin (1986-2010) là trường đại học lớn nhất Tây Úc theo số lượng sinh viên.
Đại học Murdoch được thành lập vào năm 1973 và kết hợp với trường thú y duy nhất của Tây Úc.
Đại học Edith Cowan được thành lập năm 1991 từ Trường Cao đẳng Giáo dục Tiên tiến Tây Úc hiện có (WACAE) được thành lập vào những năm 1970 từ các trường Cao đẳng Sư phạm hiện tại tại Claremont, Churchlands và Mount Lawley. Nó kết hợp Học viện Nghệ thuật Biểu diễn Tây Úc (WAAPA).
Đại học Notre Dame Australia được thành lập vào năm 1990. Notre Dame được thành lập như một trường đại học Công giáo với cơ sở chính tại Fremantle và một khuôn viên lớn ở Sydney. Khuôn viên trường nằm ở cuối phía tây của Fremantle, sử dụng các tòa nhà lịch sử xây dựng vào những năm 1890, tạo cho Notre Dame một bầu không khí đại học châu Âu riêng biệt.
Các trường Cao đẳng TAFE cung cấp các khóa đào tạo thương mại và dạy nghề, bao gồm các khóa học cấp bằng và chứng chỉ. TAFE bắt đầu như là một hệ thống các trường cao đẳng kỹ thuật và các trường thuộc Bộ Giáo dục, từ đó chúng được tách ra vào những năm 1980 và cuối cùng được hình thành thành các trường cao đẳng khu vực. Hai trường tồn tại ở khu vực đô thị Perth: TAFE Bắc Metropolitan (trước đây là Viện Công nghệ Trung ương và Học viện đào tạo Bờ Tây); và TAFE Nam Metropolitan (trước đây là Bách khoa miền Tây và Viện Công nghệ Challenger).

## Văn hóa

### Nghệ thuật và giải trí

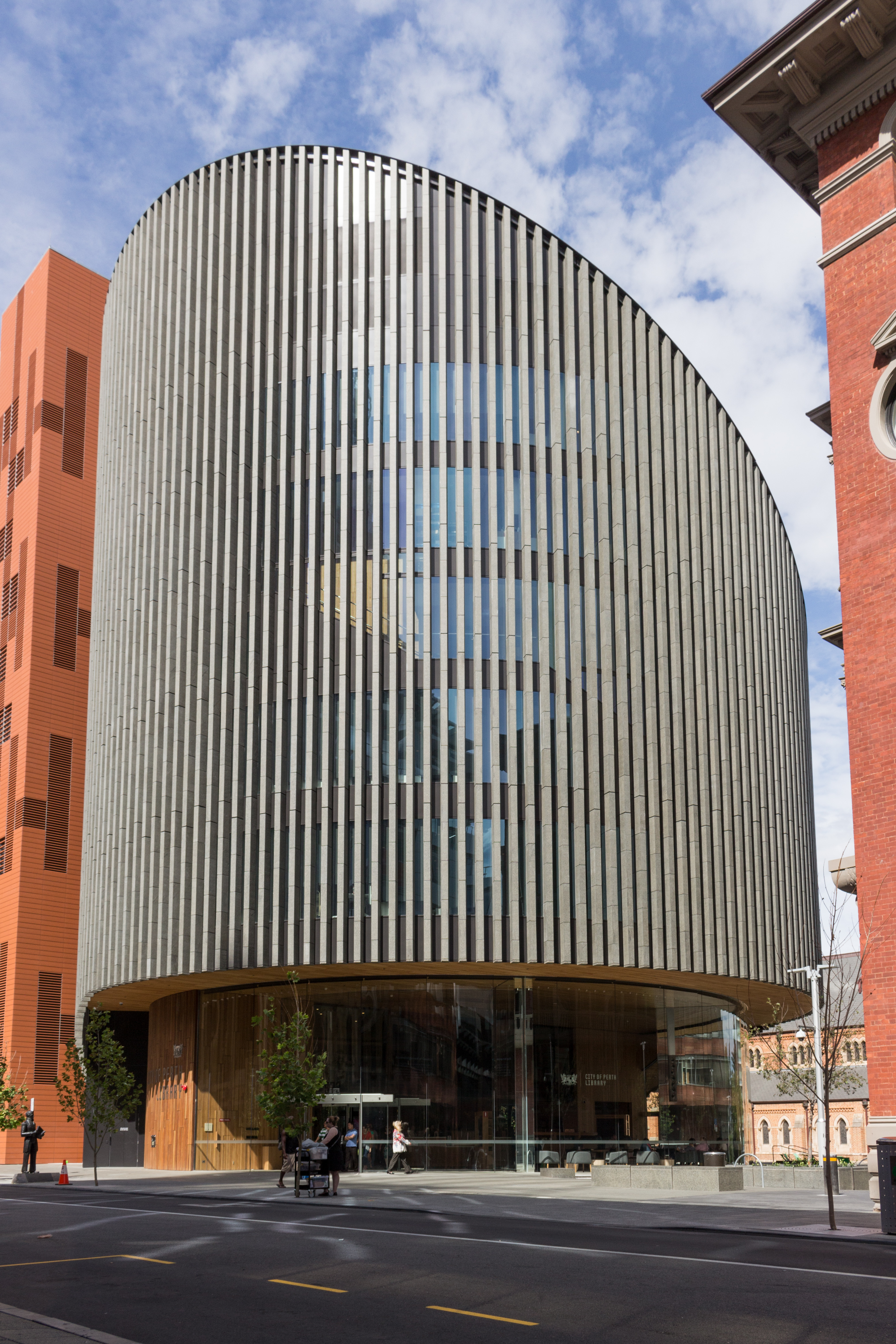
Thư viện thành phố

Trung tâm Văn hóa Perth là địa điểm của các cơ sở giáo dục, văn hóa và giáo dục lớn của thành phố, bao gồm Phòng trưng bày Nghệ thuật Tây Úc, Bảo tàng Tây Úc, Thư viện Tiểu bang Tây Úc, Văn phòng Hồ sơ Nhà nước và Học viện Nghệ thuật Đương đại Perth (PICA). Trung tâm Nhà hát Bang Tây Úc cũng nằm ở đó, và là nhà của Công ty Nhà hát bang Black Swan và Công ty Nhà hát Perth. Các công ty nghệ thuật biểu diễn khác có trụ sở tại Perth bao gồm Ballet Tây Úc, Nhà hát Opera Tây Úc và Dàn nhạc Giao hưởng Tây Úc, tất cả đều có các chương trình thông thường. Dàn nhạc trẻ Tây Úc cung cấp cho các nhạc sĩ trẻ những cơ hội biểu diễn trong dàn nhạc và các hoạt động âm nhạc khác.
Perth cũng là quê hương của Học viện Biểu diễn Nghệ thuật Tây Úc được đánh giá cao tại trường Đại học Edith Cowan, từ đó nhiều diễn viên và đài truyền hình thành công đã chắp cánh sự nghiệp của họ. Các địa điểm biểu diễn chính của thành phố bao gồm Nhà hát Riverside trong Trung tâm Triển lãm Công ước Perth, Phòng hòa nhạc Perth, Nhà hát lịch sử của hoàng gia, Nhà hát Regal ở Subiaco và Nhà hát Astor ở Núi Lawley. Perth Arena có thể được cấu hình như một sân chơi giải trí hoặc thể thao, và các buổi hòa nhạc cũng được tổ chức tại các địa điểm thể thao khác, bao gồm Sân vận động Optus, Sân vận động HBF và Sân vận động Perth Rectangular. Các địa điểm hòa nhạc ngoài trời bao gồm Nhà hát vòng tròn đá, Vườn tối cao, Kings Park và Quảng trường Russell.

### Sự kiện hàng năm

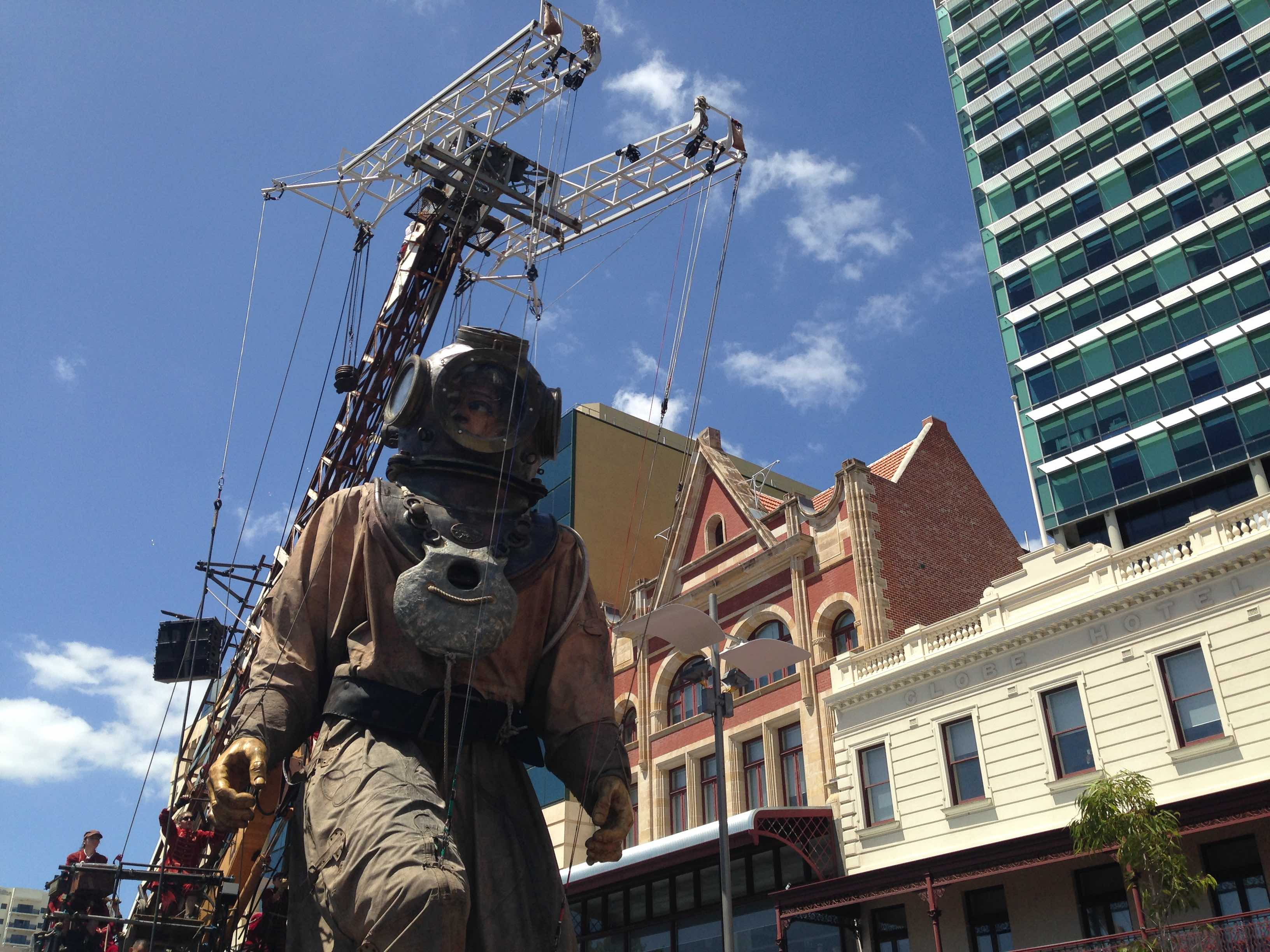
Liên hoan Nghệ thuật Quốc tế Perth 2015

Một số sự kiện thường niên được tổ chức tại Perth. Liên hoan Nghệ thuật Quốc tế Perth là một lễ hội văn hóa lớn được tổ chức hàng năm từ năm 1953, và kể từ đó đã được tham gia bởi lễ hội Nghệ thuật Mùa đông, Lễ hội Perth Fringe và Lễ hội Nhà văn Perth. Perth cũng tổ chức các lễ hội âm nhạc hàng năm bao gồm Listen Out, Origin và Laneway Festival St Jerome. Liên hoan hài kịch quốc tế Perth có nhiều tài năng hài hước của địa phương và quốc tế, với các buổi biểu diễn được tổ chức tại Nhà hát Astor và các địa điểm lân cận ở Mount Lawley, và chợ đêm thường xuyên trong suốt những tháng hè ở Perth và các vùng ngoại ô xung quanh. Điêu khắc của Biển giới thiệu một loạt các sáng tạo của nhà điêu khắc địa phương và quốc tế dọc theo Bãi biển Cottesloe. Ngoài ra còn có một loạt các tác phẩm nghệ thuật và điêu khắc công cộng được trưng bày khắp thành phố suốt cả năm.

### Du lịch

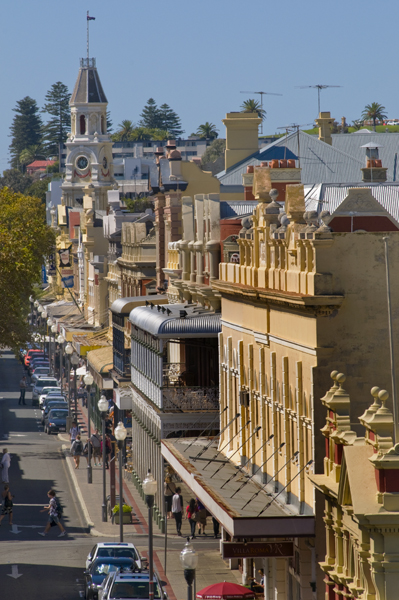
Fremantle được biết bởi những tòa nhà kiến trúc cổ được bảo tồn tốt.

Du lịch ở Perth là một phần quan trọng trong nền kinh tế của bang, với khoảng 2,8 triệu du khách trong nước và 0,7 triệu du khách quốc tế trong năm kết thúc vào tháng 3 năm 2012. Các điểm du lịch thường tập trung xung quanh trung tâm thành phố, Fremantle, bờ biển và Sông Swan. Ngoài Trung tâm Văn hóa Perth, có một số bảo tàng trên toàn thành phố. Trung tâm Khám phá Scitech ở West Perth là một bảo tàng khoa học tương tác, với các cuộc triển lãm thường xuyên thay đổi về một loạt các chủ đề khoa học và công nghệ. Scitech cũng tiến hành các chương trình biểu diễn khoa học trực tiếp và vận hành đài thiên văn Horizon liền kề. Bảo tàng Hàng hải Tây Úc ở Fremantle trưng bày các vật thể trên biển từ mọi thời đại. Nó chứa Úc II, chiếc du thuyền đã giành được Cúp Mỹ năm 1983, cũng như một tàu ngầm Hải quân Hoàng gia Úc cũ. Cũng nằm ở Fremantle là Bảo tàng Quân đội Tây Úc, nằm trong một doanh trại pháo binh lịch sử. Bảo tàng bao gồm một số phòng trưng bày phản ánh sự tham gia của quân đội ở Tây Úc, và các dịch vụ quân sự của Tây Úc. Bảo tàng chứa rất nhiều hạng mục quan trọng, trong đó có ba Victoria Crosses. [139] Lịch sử hàng không được đại diện bởi Bảo tàng Di sản Hàng không ở Bull Creek, với bộ sưu tập máy bay quan trọng của nó, bao gồm máy bay ném bom Lancaster và Catalina thuộc loại hoạt động từ sông Swan trong Thế chiến II. Có nhiều di sản trong khu trung tâm của thành phố Perth, Fremantle và các khu vực khác của khu vực đô thị. Một số tòa nhà còn lại lâu đời nhất, có niên đại từ những năm 1830, bao gồm Nhà tròn ở Fremantle, Nhà máy cũ ở Nam Perth và Tòa nhà cũ ở trung tâm thành phố. Đăng ký của các tòa nhà quan trọng được duy trì bởi Hội đồng Di sản Tây Úc và chính quyền địa phương. Một tòa nhà di sản muộn là Perth Mint. Quảng trường Yagan kết nối cầu bắc qua trung tâm thành phố Perth, với tháp kỹ thuật số dài 45 mét và bức tượng 9 mét "Wirin" do nghệ sĩ Noongar Tjyllyungoo thiết kế. Elizabeth Quay cũng là một điểm thu hút đáng chú ý ở Perth, với Swan Bells và tầm nhìn toàn cảnh Sông Swan

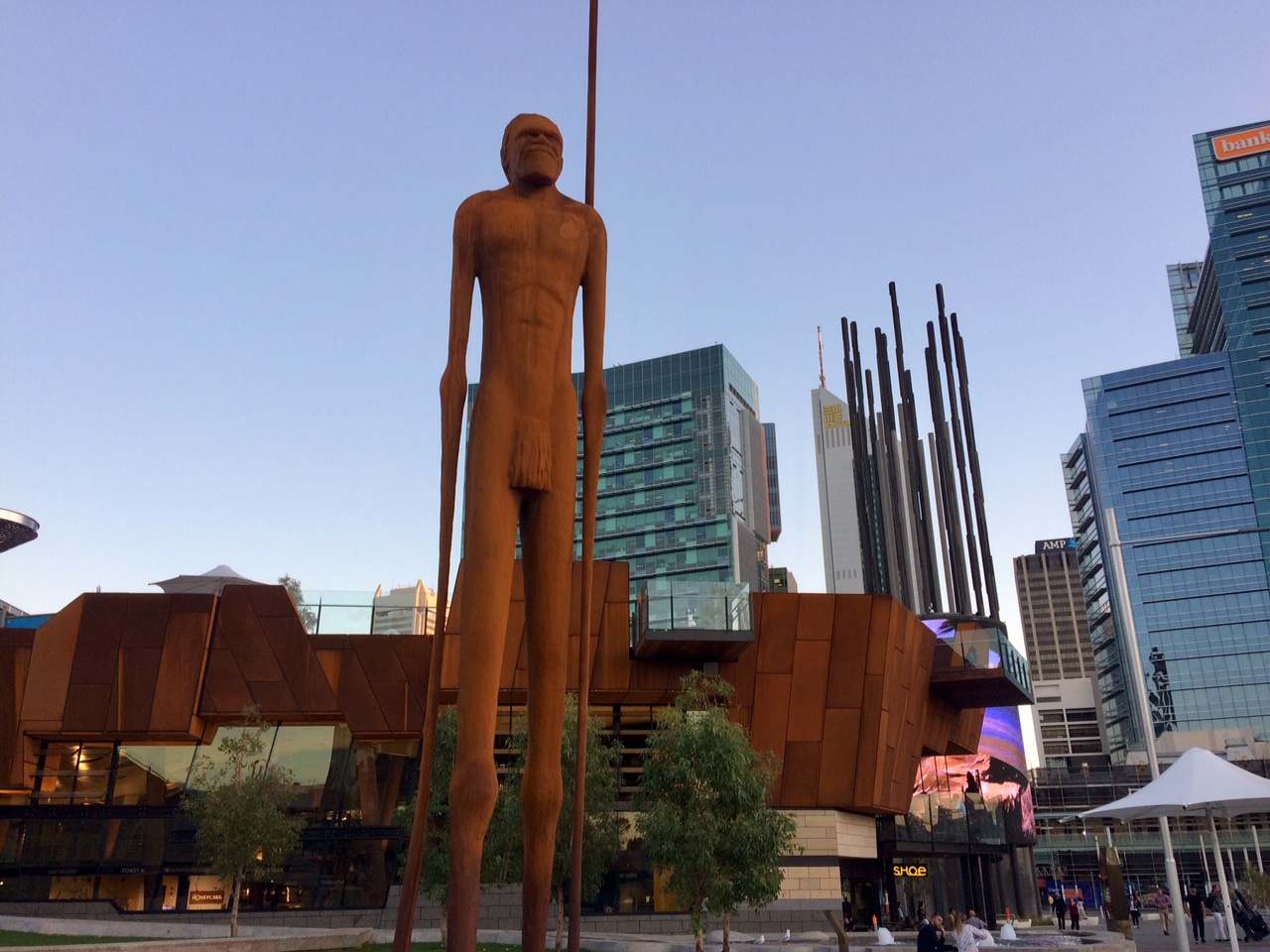
Kiến trúc "Wirin" ở quảng trường Yagan

Mua sắm bán lẻ tại Khu Thương mại Trung tâm Perth tập trung xung quanh Phố Murray và Phố Hay. Cả hai con phố này đều là trung tâm dành cho người đi bộ giữa Phố William và Phố Barrack. Forrest Place là một trung tâm dành cho người đi bộ khác, kết nối trung tâm mua sắm Murray Street với Phố Wellington và ga tàu Perth. Một số khu diễu hành chạy giữa Hay Street và Murray Street, bao gồm Piccadilly Arcade, nơi đặt Rạp chiếu phim Piccadilly cho đến khi nó đóng cửa vào cuối năm 2013. Các khu mua sắm khác bao gồm Harbour Town ở West Perth, có cửa hàng nhà máy cho các thương hiệu lớn, Fremantle lịch sử quan trọng Thị trường, có niên đại từ năm 1897, và thị trấn Midland trên Xa lộ Great Eastern, kết hợp sự phát triển lịch sử quanh Tòa thị chính và các tòa nhà Bưu điện với trung tâm mua sắm Midland Gate hiện đại ở phía đông. Khu thương mại trung tâm của Joondalup chủ yếu là khu mua sắm và bán lẻ với các căn nhà phố và căn hộ, và cũng có khu mua sắm Lakeside Joondalup Shopping City. Joondalup đã được Chính phủ Tiểu bang cấp trạng thái "khu du lịch" trong năm 2009, cho phép mở rộng giờ giao dịch bán lẻ.

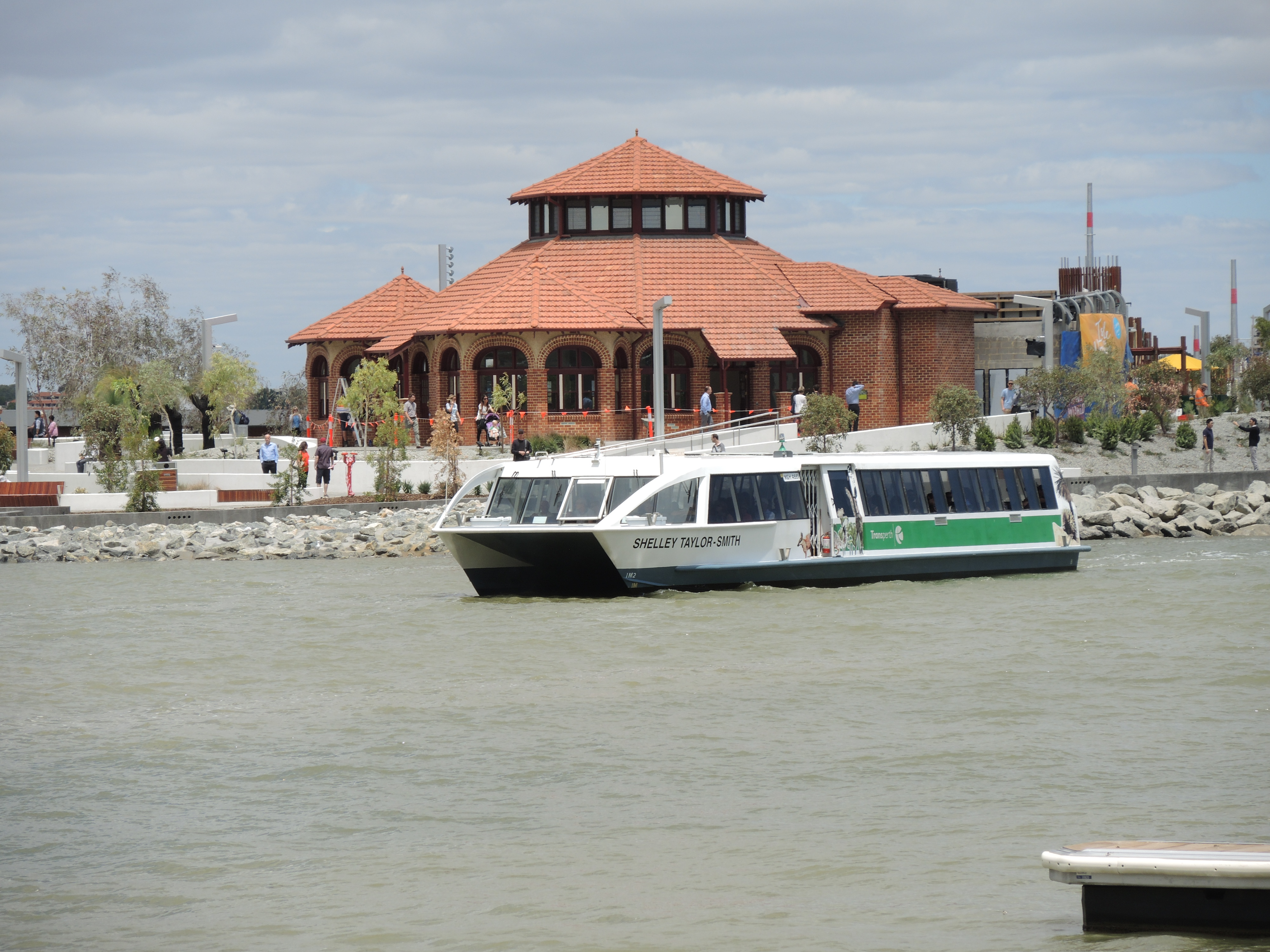
Elizabeth Quay, Perth

Thung lũng Swan, với đất đai màu mỡ, không phổ biến ở vùng Perth, có nhiều nhà máy rượu vang như khu phức hợp lớn ở Houghtons, nhà sản xuất lớn nhất của bang, Sandalfords và nhiều nhà khai thác nhỏ hơn, bao gồm cả nhà máy rượu và nhà máy chưng cất rượu rum. Thung lũng Swan cũng có các nhà sản xuất thực phẩm chuyên ngành, nhiều nhà hàng và quán cà phê, và các quầy hàng sản xuất địa phương ven đường bán trái cây theo mùa trong suốt cả năm. Tourist Drive 203 là một tuyến đường tròn ở Thung lũng Swan, đi ngang qua nhiều điểm tham quan trên Đường West Swan và Xa lộ Great Northern. Kings Park, nằm ở trung tâm Perth giữa CBD và Đại học Tây Úc, là một trong những công viên nội thành lớn nhất thế giới, [142] ở 400,6 ha (990 mẫu Anh). Có rất nhiều địa danh và điểm tham quan trong Công viên Kings, bao gồm Khu vực Tưởng niệm Chiến tranh Quốc gia trên Núi Eliza, Vườn Bách thảo Tây Úc và sân chơi cho trẻ em. Các tính năng khác bao gồm DNA Tower, cầu thang xoắn kép cao 15m tương tự như phân tử deoxyribonucleic acid (DNA), [144] và Jacob's Ladder, bao gồm 242 bước dẫn xuống đường Mounts Bay. Hyde Park là một công viên bên trong thành phố nằm cách trung tâm thành phố 2 km (1,2 mi) về phía bắc. Nó được xem là một công viên công cộng vào năm 1897, được tạo ra từ 15 ha (37 mẫu Anh) của một chuỗi các vùng đầm lầy được gọi là Đầm thứ ba. Thung lũng Avon, các vườn quốc gia John Forrest và Yanchep là những khu vực đất rừng được bảo vệ ở rìa phía bắc và phía đông của khu vực đô thị. Trong vùng ngoại ô phía bắc của thành phố là Whiteman Park, một khu vực đất rộng 4.000 ha, với những con đường mòn đi bụi, đường dành cho xe đạp, tiện nghi thể thao, sân chơi, đường xe điện cổ điển, tuyến đường sắt nhẹ trên quãng đường dài 6 km (3,7 mi), bảo tàng động cơ và máy kéo, và Công viên hoang dã Caversham.
Sở thú Perth, nằm ở phía nam thành phố, có nhiều loài động vật Úc và kỳ lạ từ khắp nơi trên thế giới. Sở thú là nơi có các chương trình nhân giống thành công cao đối với đười ươi và hươu cao cổ, và tham gia vào các nỗ lực nuôi nhốt và tái sản xuất đối với một số loài ở Tây Úc, bao gồm tê tê, chim ưng, chuditch và rùa tây. Nhiều loài động vật hoang dã có thể được quan sát tại Thủy cung Tây Úc ở Hillarys, là bể cá lớn nhất của Úc, chuyên về các loài động vật biển sống ở bờ biển phía tây dài 12.000 km (7,500 mi) của Úc. Phần phía bắc Perth của bờ biển được gọi là Bờ biển Hoàng hôn; nó bao gồm nhiều bãi biển và Marmion Marine Park, một khu vực được bảo vệ nơi sinh sống của cá nhiệt đới, sư tử biển Úc và cá heo bottlenose, và đi qua cá voi lưng gù. Ổ đĩa du lịch 204, còn được gọi là Sunset Coast Tourist Drive, là một tuyến đường được chỉ định từ Bắc Fremantle đến Iluka dọc theo các con đường ven biển.

## Giao thông

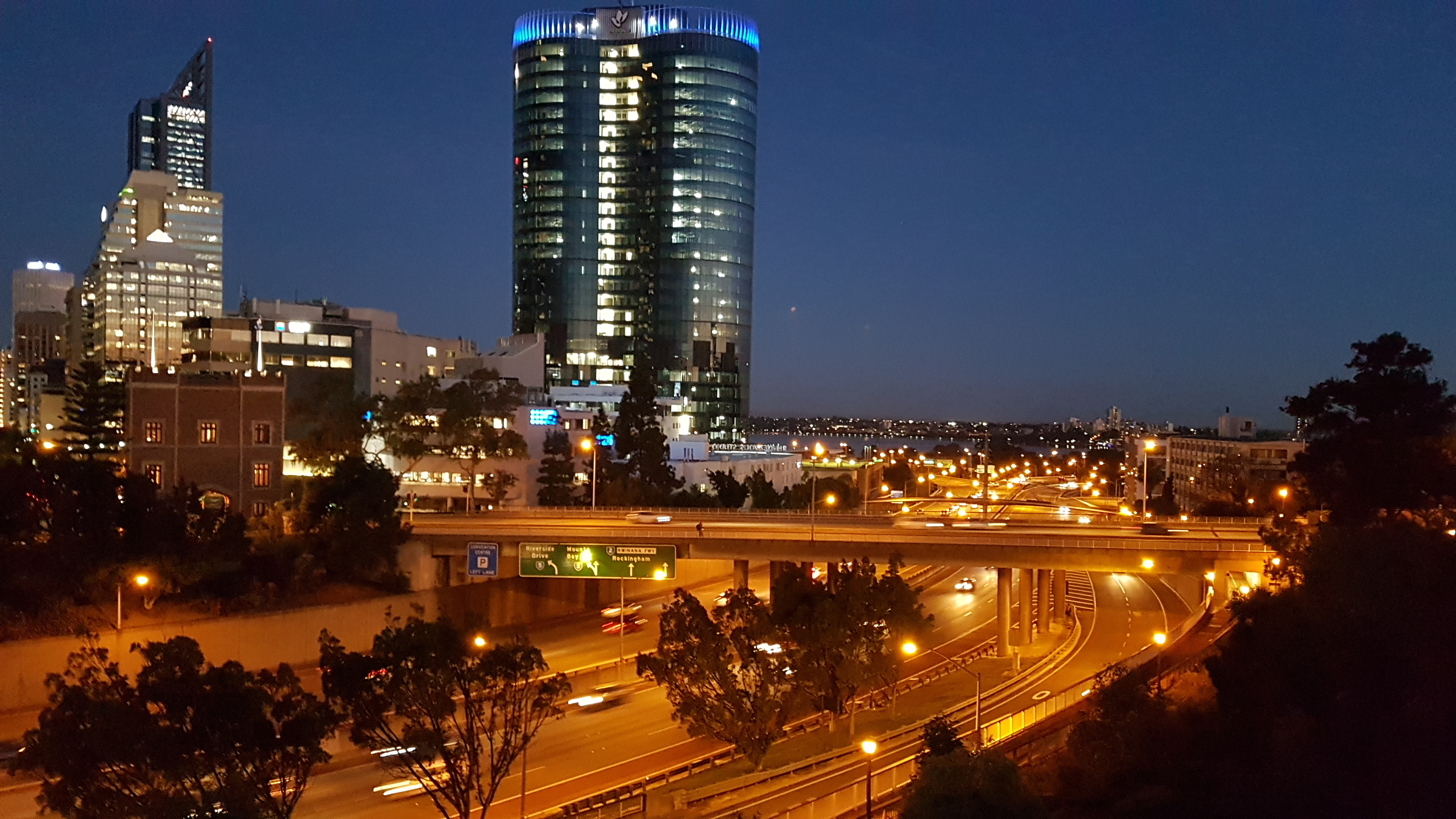
Phía bắc Mitchell Freeway và phía nam Kwinana Freeway nối Perth và các vùng ngoại ô với Joondalup, Rockingham và Mandurah.

Perth có sân bay Perth ở phía đông của thành phố cho các chuyến bay khu vực, trong nước và quốc tế và sân bay Jandakot ở ngoại thành phía nam của thành phố cho các chuyến bay hàng không và điều lệ chung.
Perth có một mạng lưới đường bộ với ba đường cao tốc và chín đường cao tốc đô thị. Đường hầm Northbridge, một phần của Xa lộ Graham Farmer, là đường hầm đáng kể duy nhất ở Perth.
Giao thông công cộng đô thị Perth, bao gồm tàu hỏa, xe buýt và phà, được cung cấp bởi Transperth, với các tuyến kết nối tới các khu vực nông thôn do Transwa cung cấp. Có 70 ga xe lửa và 15 trạm xe buýt trong khu vực đô thị.
Perth cung cấp các chuyến xe buýt và xe lửa giá vé quanh trung tâm thành phố ("Khu vực chuyển tiếp miễn phí"), bao gồm bốn tuyến xe buýt CAT tần số cao.

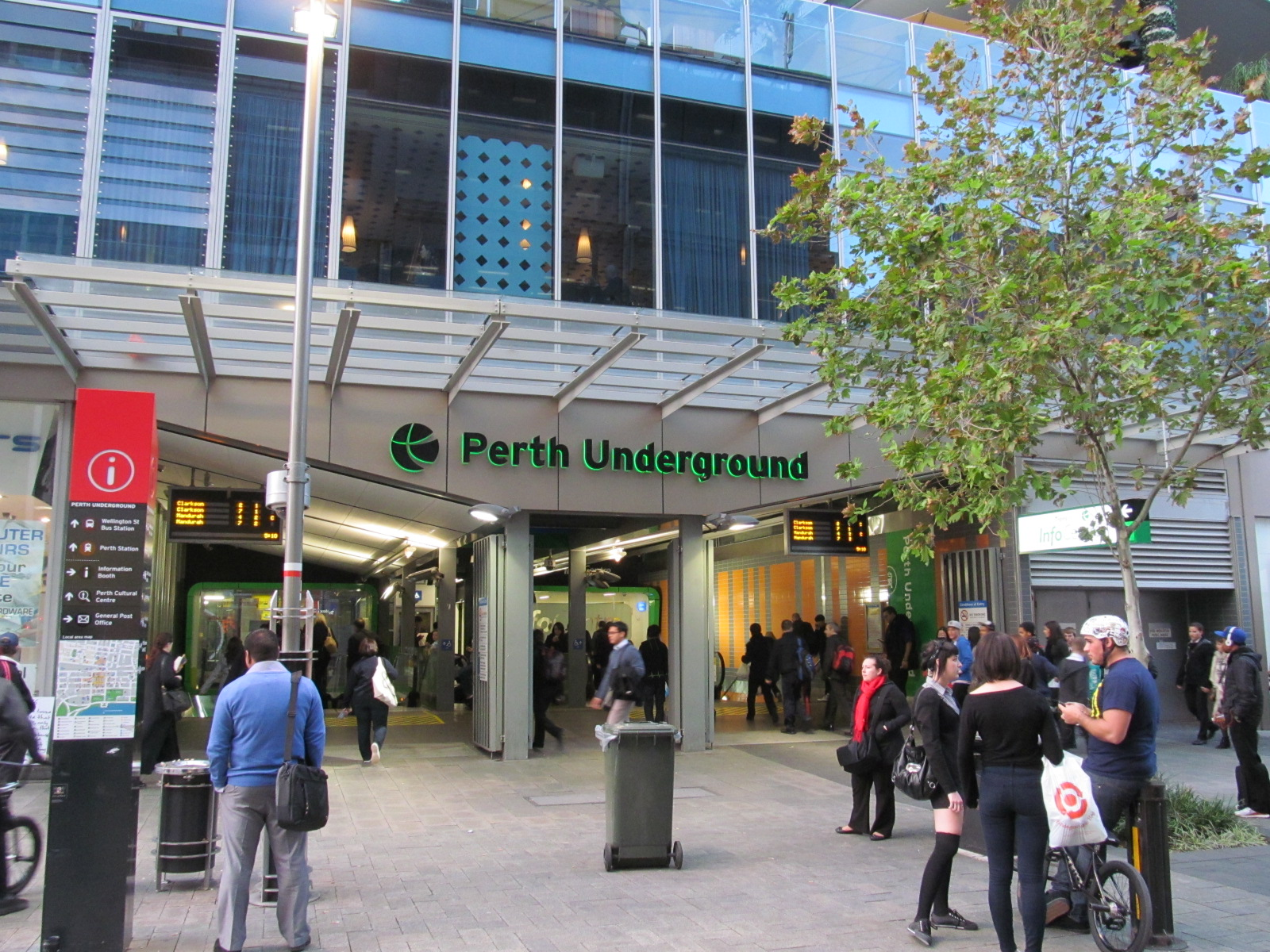
Ga xe lửa dưới lòng đất ở Perth

Tuyến đường sắt hành khách Ấn Độ Thái Bình Dương nối Perth với Adelaide và Sydney mỗi tuần một lần theo mỗi hướng. Tuyến đường sắt hành khách Prospector kết nối Perth với Kalgoorlie qua một số thị trấn Wheatbelt, trong khi Australind kết nối với Bunbury và AvonLink kết nối với Northam.
Vận tải đường sắt kết thúc tại Ga Xe lửa Kewdale, cách trung tâm thành phố 15 km (9 dặm) về phía đông nam.
Cảng hành khách và container chính của Perth nằm ở Fremantle, 19 km (12 dặm) về phía tây nam tại cửa sông Swan. Cảng ngoài trời Fremantle tại Cockburn Sound là một trong những cảng hàng rời lớn của Úc.